# Liste des aéronefs des forces armées des États-Unis
Cet article liste les aéronefs des forces armées des États-Unis. Les prototypes sont généralement préfixés par un « X » et sans nom (à noter que ce ne sont pas des avions-X), tandis que les modèles de pré-série sont généralement précédés d'un « Y ».
Les forces armées des États-Unis utilisent un système de nomenclature pour tous les types d'aéronefs. Jusqu'en 1962, la branche aérienne de l'United States Army, devenue l'United States Air Force en 1947, ainsi que l'United States Navy et l'United States Marine Corps qui lui est rattaché, ont utilisé des systèmes différents. En septembre 1962, ceux-ci ont été unifiés en un seul système.

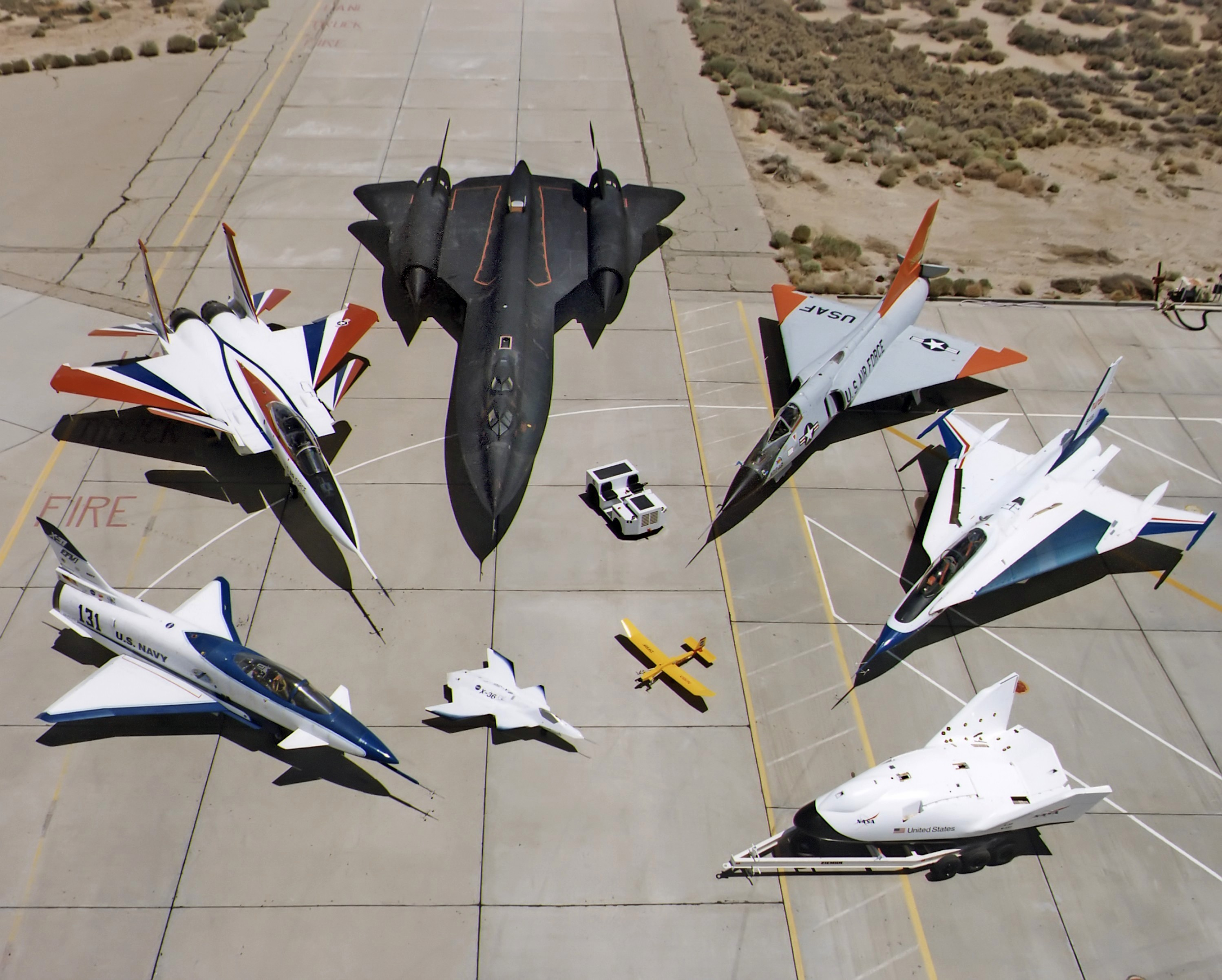
Une série d'avions expérimentaux de la NASA (dans le sens des aiguilles du montre en partant de la gauche) : X-31, F-15 ACTIVE, SR-71, F-106, F-16XL, X-38 et X-36.

Cette liste ne comprend pas les aéronefs utilisés par les services militaires américains avant la mise en place d'un système de nomenclature numérique, ni les aéronefs utilisés pour et par la marine.

## Army Air Service (1919–1924)

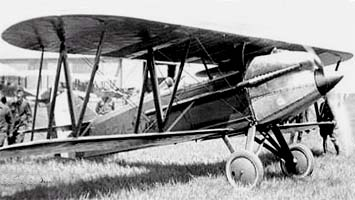
Curtiss PW-8.

En septembre 1919, l'Army Air Service décide qu'elle a besoin d'une série organisée d'identifications et adopte quinze classifications, triées en chiffres romains. Plusieurs autres identifications non numérotées sont ajoutées plus tard. Chaque identification a une abréviation qui lui est attribuée. Des variantes sont ensuite ajoutées avec des lettres par ordre alphabétique.

### Type 0: avions de chasse construits à l'étranger
- Fokker D.VII – Fokker
- Fokker D.VIII – Fokker

### Type I: avions de chasse à moteur refroidi par eau
- PW-1 – Engineering Division
- PW-2 – Loening
- PW-3 – Orenco
- PW-4 – Gallaudet
- PW-5 – Fokker
- PW-6 – Fokker
- PW-7 – Fokker
- PW-8 – Curtiss
- PW-9 – Boeing

### Type II: avions de chasse nocturne
- PN-1 – Curtiss

### Type III: avions de chasse à moteur refroidis par air
- PA-1 – Loening

### Type IV: avions de poursuite pour les attaques au sol (1922)
- PG-1 – Aeromarine

### Type V: avions chasse biplaces
- TP-1 – Engineering Division

### Type VI: avions d'attaque au sol (1920–1922)
- GA-1 – Boeing
- GA-2 – Boeing

### Type VII: avions de coopération avec les forces terrestres
- IL-1 – Orenco

### Type VIII: avions d'observation nocturne
- NO-1 – Douglas
- NO-2 – Douglas

### Type IX: avions d'observation d'artillerie
- AO-1 – Atlantic

### Type X: avions d'observations de corps d'armée
- CO-1 – Engineering Division
- CO-2 – Engineering Division
- CO-3 – Engineering Division
- CO-4 – Atlantic
- CO-5 – Engineering Division
- CO-6 – Engineering Division
- CO-7 – Boeing
- CO-8 – Atlantic

### Type XI: bombardiers diurnes
- DB-1 – Gallaudet

### Type XII: bombardiers nocturnes à court rayon d'action
- NBS-1 – Martin (initialement identifié MB-2)
- NBS-2 – Lowe-Willard-Fowler
- NBS-3 – Elias
- NBS-4 – Curtiss

### Type XIII: bombardiers nocturnes à long rayon d'action
- NBL-1 – Witteman-Lewis
- NBL-2 – Martin

### Type XIV: avions d'entraînement à moteur refroidi par air
- TA-1 – Elias
- TA-2 – Huff-Daland
- TA-3 – Dayton-Wright Aircraft
- TA-4 – Engineering Division
- TA-5 – Dayton-Wright Aircraft
- TA-6 – Huff-Daland

### Type XV: avions d'entraînement à moteur refroidi par eau
- TW-1 – Engineering Division
- TW-2 – Cox-Klemin
- TW-3 – Dayton-Wright Aircraft
- TW-4 – Fokker
- TW-5 – Huff-Daland

### Avions ambulances (1919–1924)
- A-1 – Cox-Klemin
- A-2 – Fokker

### Avions de liaison
- M-1 – Engineering Division/Sperry

### Avions de chasse spéciaux
- PS-1 – Dayton-Wright

### Avions de course

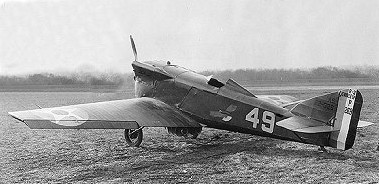
Verville-Sperry R-3.

- R-1 – Alfred Verville
- R-2 – Thomas-Morse
- R-3 – Verville-Sperry
- R-4 – Loening
- R-5 – Thomas-Morse
- R-6 – Curtiss
- R-7 – Engineering Division
- R-8 – Curtiss

### Hydravions
- S-1 – Loening

### Avions de transport
- T-1 – Martin
- T-2 – Fokker
- T-3 – Lowe-Willard-Fowler

## Army Air Corps/Army Air Forces/Air Force (1924–1962)

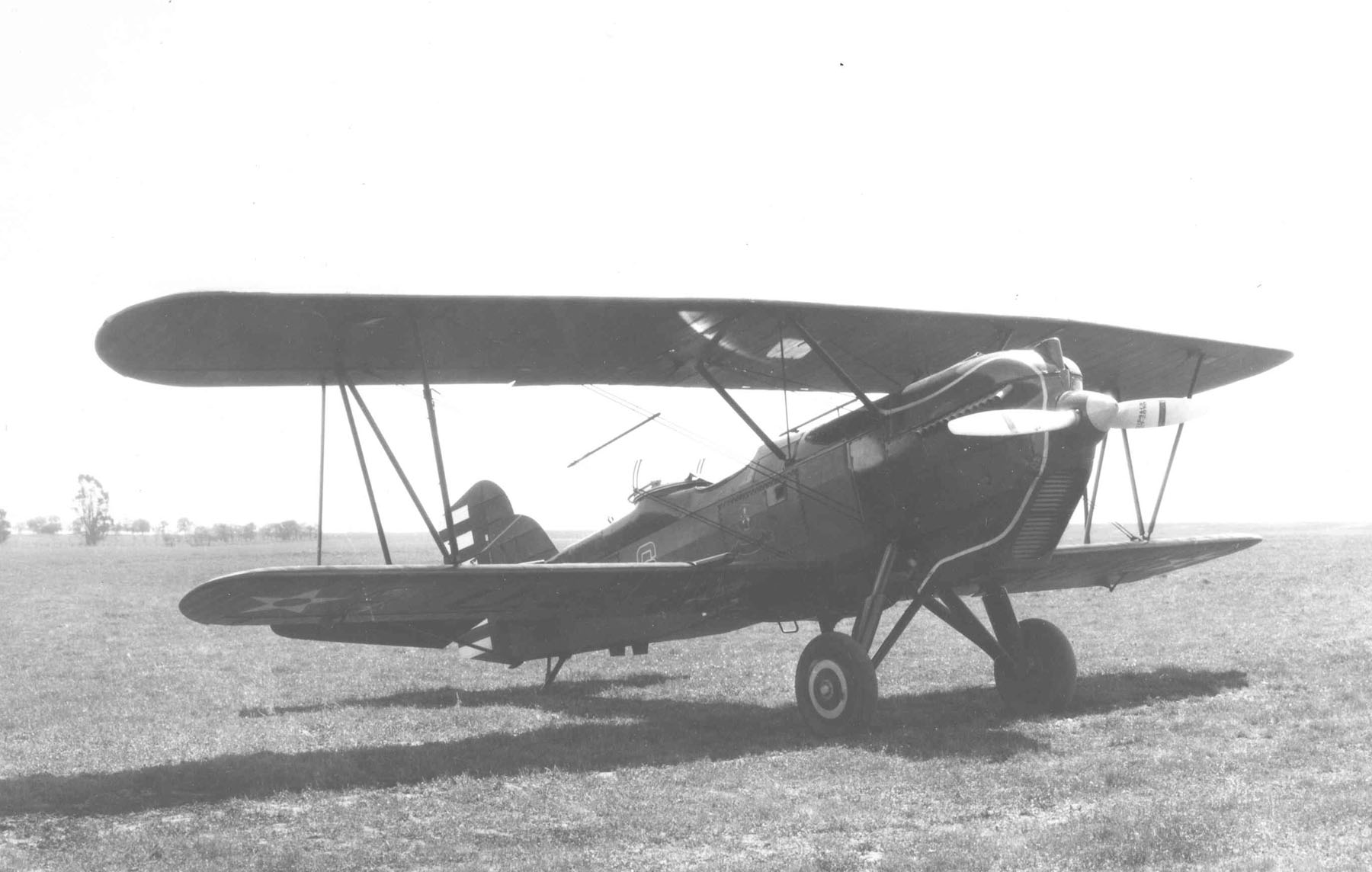
A-3 Falcon.

### Avions d'attaque au sol (1924–1948)
- A-1 – passé pour éviter la confusion avec Cox-Klemin XA-1
- A-2 – Douglas
- A-3 Falcon – Curtiss
- A-4 Falcon – Curtiss
- A-5 Falcon – Curtiss
- A-6 Falcon – Curtiss
- A-7 – Fokker
- A-8 – Curtiss
- A-9 – Lockheed
- A-10 Shrike – Curtiss
- A-11 – Consolidated
- A-12 Shrike – Curtiss
- A-13 – Northrop
- A-14 – Curtiss
- A-15 – Martin
- A-16 – Northrop
- A-17 Nomad – Northrop
- A-18 Shrike – Curtiss
- A-19 – Vultee
- A-20 Havoc – Douglas (réidentifié B-20 en 1948) A-20 Havoc.
- A-21 – Stearman

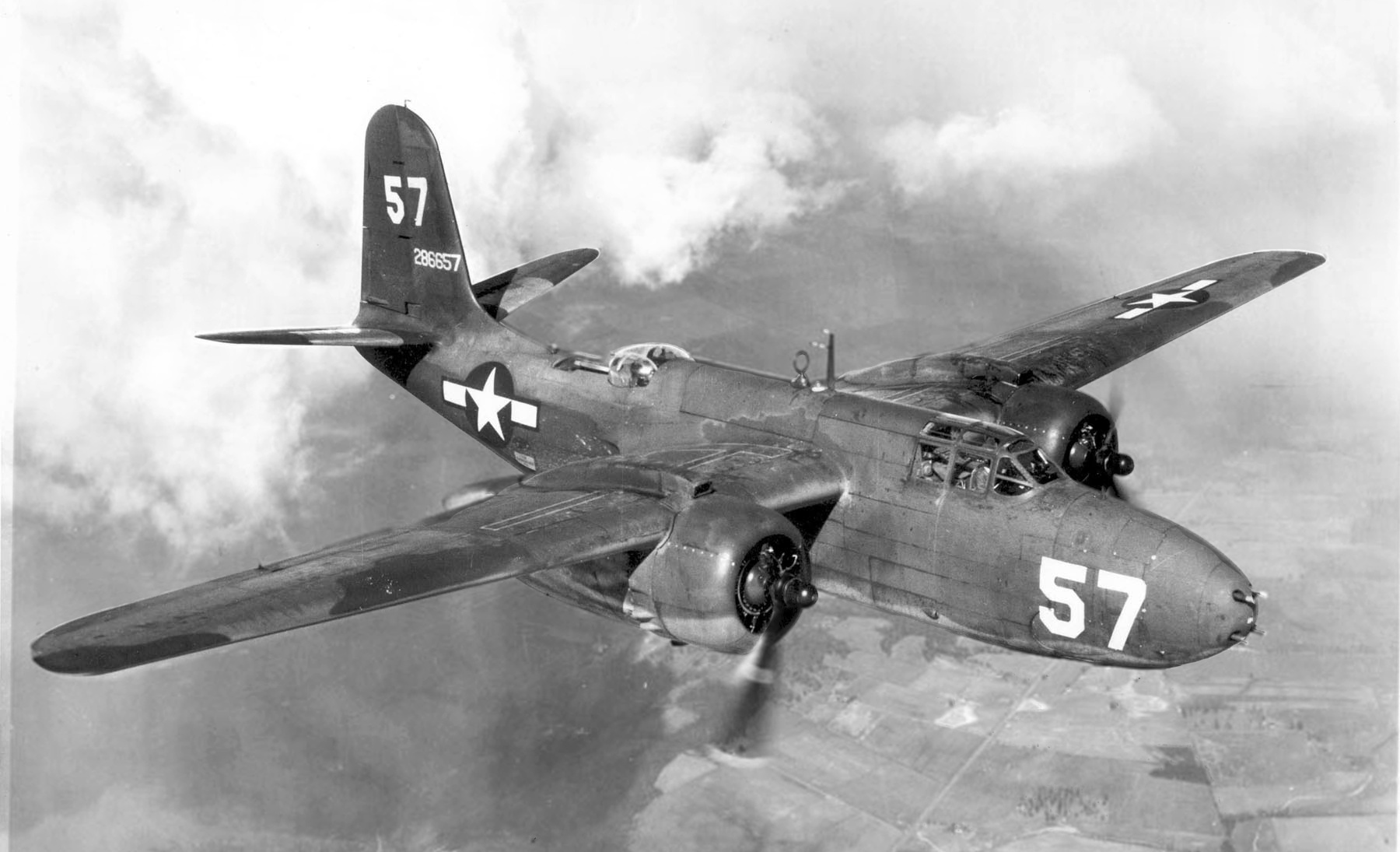
A-20 Havoc.

- A-22 – Martin (assigné mais n'a pas servi)
- A-23 Baltimore – Martin
- A-24 Banshee – Douglas (réidentifié F-24 en 1948)
- A-25 Shrike – Curtiss
- A-26 Invader – Douglas (réidentifié B-26 en 1948, puis A-26 en 1966)
- A-27 – North American
- A-28 Hudson – Lockheed
- A-29 Hudson – Lockheed
- A-30 – Martin (attribué pour permettre l'approvisionnement au Royaume-Uni en vertu de Prêt-Bail)
- A-31 Vengeance – Vultee
- A-32 – Brewster
- A-33 – Douglas
- A-34 – Brewster
- A-35 Vengeance – Vultee
- A-36 Apache/Invader – North American
- A-37 – Hughes
- A-38 Grizzly – Beechcraft
- A-39 – Kaiser-Fleetwings
- A-40 – Curtiss
- A-41 – Vultee
- A-42 Mixmaster – Douglas
- A-43 Blackhawk – Curtiss-Wright
- A-44 – Convair
- A-45 – Martin

### Bombardiers
Jusqu'en 1926, l'Army Air Service a trois séries pour les bombardiers. Les bombardiers légers sont identifiés par le préfixe LB-, les bombardiers moyens par le préfixe B-, et les bombardiers lourds par le préfixe HB. En 1926, le système des trois catégories est abandonné et tous les bombardiers nouvellement construits sont placés dans la série B-.

#### Bombardiers légers (1924–1926)

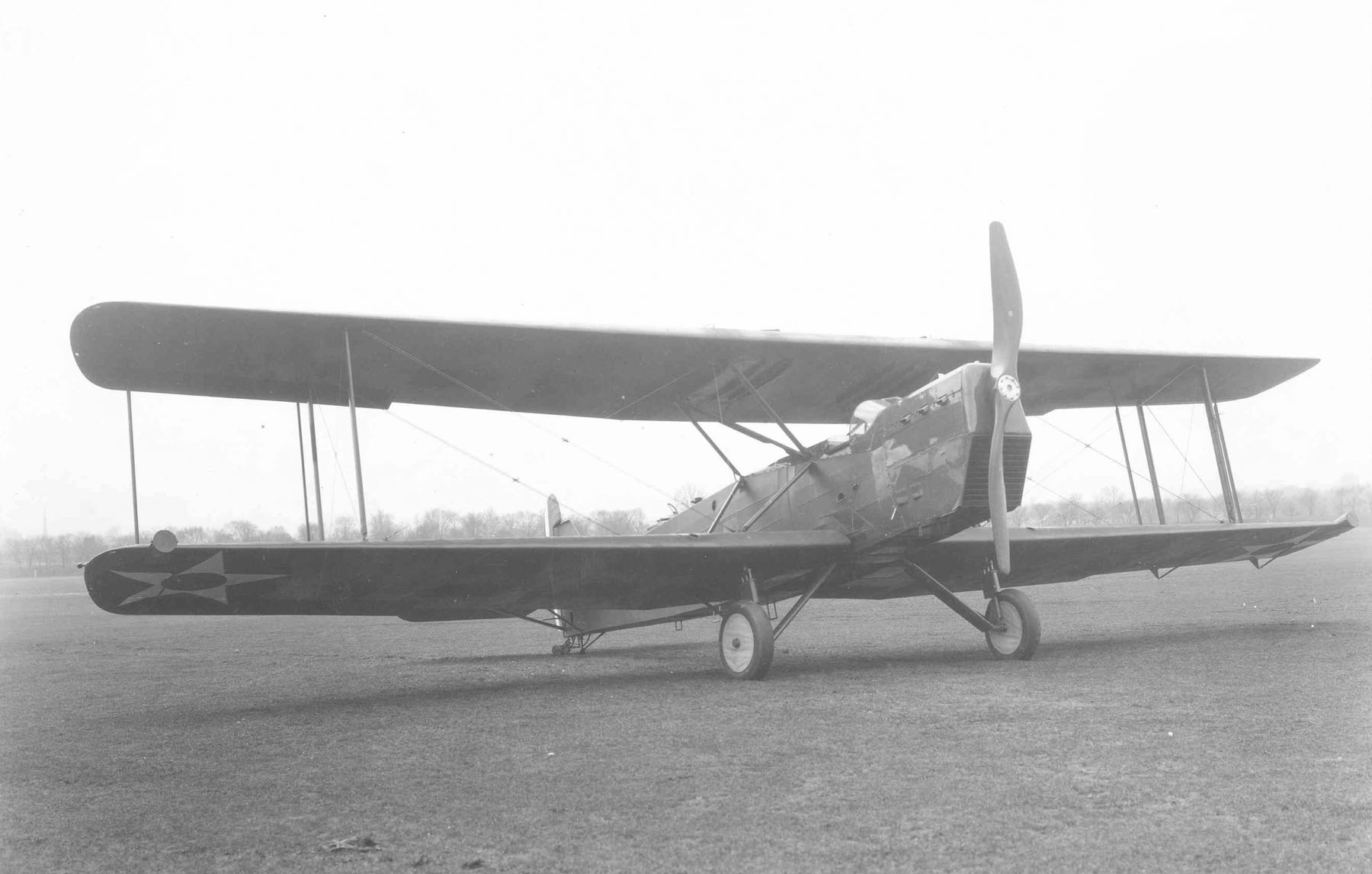
Huff-Daland LB-1.

- LB-1 – Huff-Daland (après Keystone)
- LB-2 – Atlantic Aircraft Corporation (Fokker Aircraft Corp après 1925)
- LB-3 – Keystone
- Martin LB-4 (numéro de série attribué mais pas de prototype construit)
- LB-5 – Keystone
- LB-6 – Keystone
- LB-7 – Keystone
- LB-8 – Keystone
- LB-9 – Keystone
- LB-10 – Keystone
- LB-11 – Keystone
- LB-12 – Keystone
- LB-13 – Keystone
- LB-14 – Keystone

#### Bombardiers moyens (1924–1926)
- B-1 – Huff-Daland
- B-2 Condor – Curtiss

#### Bombardiers lourds (1924–1926)
- HB-1 – Huff-Daland
- HB-2 – Atlantic/Fokker
- HB-3 – Huff-Daland

#### Série unifiée de bombardiers (1926–1962)
- B-1 – Huff-Daland/Keystone
- B-2 Condor – Curtiss
- B-3 – Keystone
- B-4 – Keystone
- B-5 – Keystone
- B-6 – Keystone
- B-7 – Douglas
- B-8 – Fokker
- B-9 – Boeing
- B-10 – Martin
- B-11 – Douglas
- B-12 – Martin
- B-13 – Martin
- B-14 – Martin
- B-15 – Boeing
- B-16 – Martin
- B-17 Flying Fortress – Boeing
- B-18 Bolo – Douglas
- B-19 – Douglas
- B-20 – Boeing

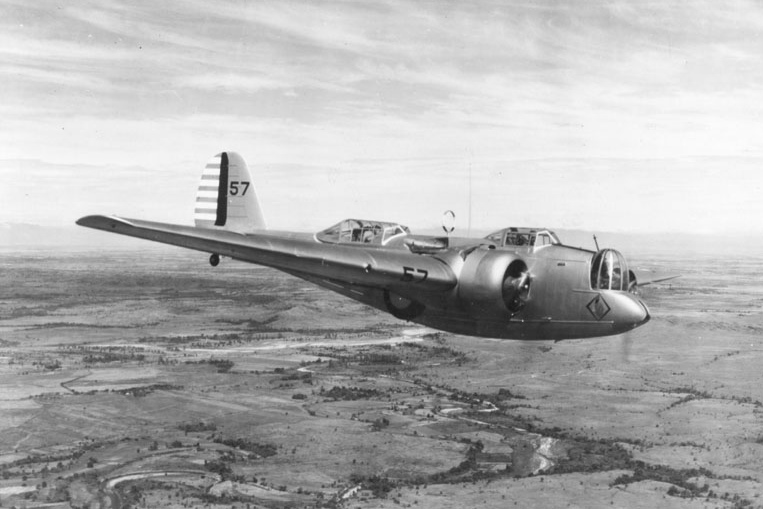
Martin B-10B.

- B-20 Havoc – Douglas (identifié comme A-20 Havoc de 1948 à 1949)
- B-21 – North American
- B-22 – Douglas
- B-23 Dragon – Douglas
- B-24 Liberator – Consolidated B-24 Liberator.
- B-25 Mitchell – North American
- B-26 Marauder – Martin

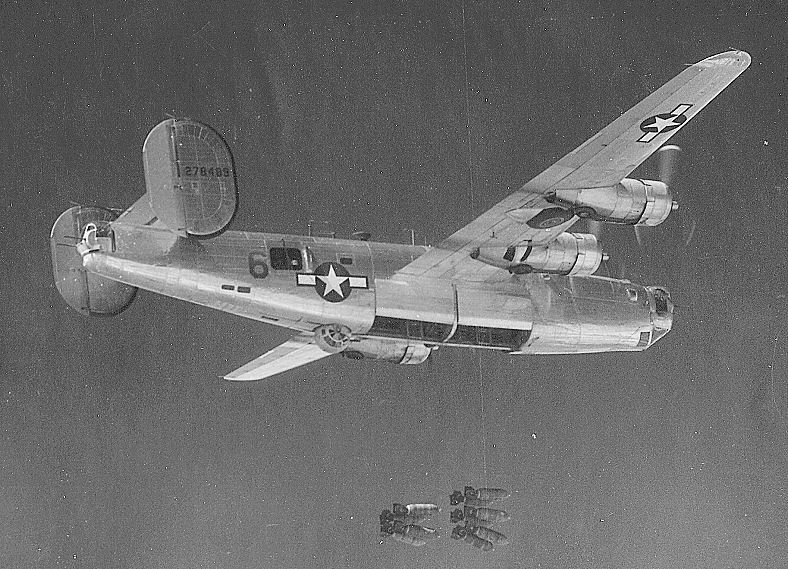
B-24 Liberator.

- B-26 Invader – Douglas (identification en tant que A-26 Invader de 1948 à 1966)
- B-27 – Martin
- B-28 Dragon – North American
- B-29 Superfortress – Boeing
- B-30 – Lockheed
- B-31 – Douglas
- B-32 Dominator – Consolidated
- B-33 Super Marauder – Martin
- B-34 Lexington – Lockheed
- B-35 – Northrop
- B-36 Peacemaker – Convair
- B-37 – Lockheed
- B-38 Flying Fortress – Boeing
- B-39 Superfortress – Boeing
- B-40 Flying Fortress – Boeing
- B-41 Liberator – Consolidated
- B-42 Mixmaster – Douglas
- B-43 Jetmaster – Douglas
- B-44 Superfortress – Boeing
- B-45 Tornado – North American
- B-46 – Convair
- B-47 Stratojet – Boeing
- B-48 – Martin
- B-49 – Northrop
- B-50 Superfortress – Boeing
- B-51 – Martin
- B-52 Stratofortress – Boeing B-52G Stratofortress en 1988.
- B-53 – Convair
- B-54 – Boeing
- B-55 – Boeing
- B-56 – Boeing
- B-57 Canberra – Martin
- B-58 Hustler – Convair
- B-59 – Boeing
- B-60 – Convair

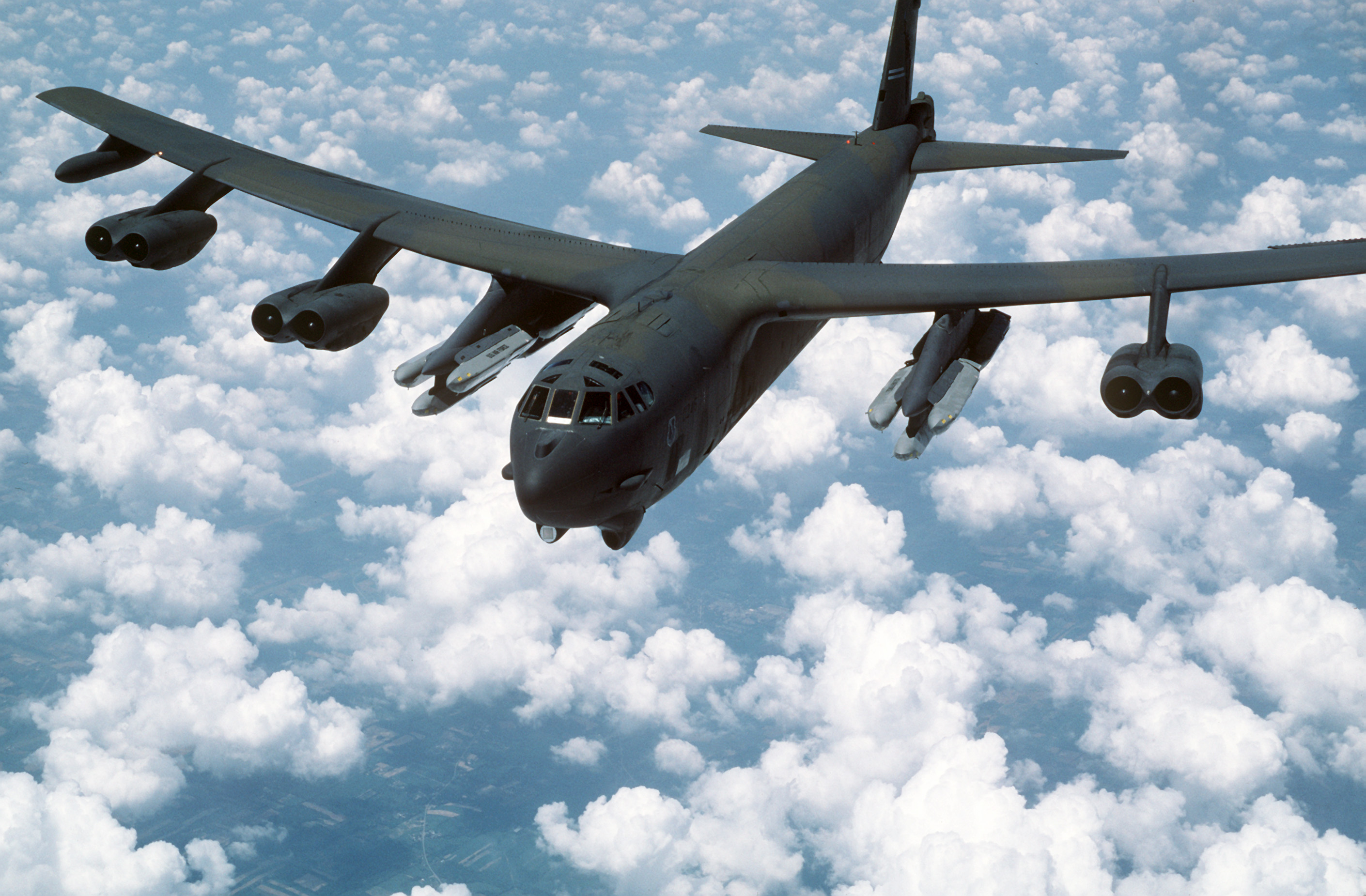
B-52G Stratofortress en 1988.

- B-61 Matador – Martin (réidentifié TM-61, puis MGM-1)
- B-62 Snark – Northrop (réidentifié SM-62)
- B-63 Rascal – Bell (réidentifié GAM-63)
- B-64 Navaho – North American (réidentifié SM-64)
- B-65 Atlas – Convair (réidentifié SM-65)
- B-66 Destroyer – Douglas
- B-67 Crossbow – Radioplane (réidentifié GAM-67)
- B-68 – Martin
- B-68 Titan/Titan II – Martin (réidentifié SM-68)
- B-69 Neptune – Lockheed
- B-70 Valkyrie – North American

À partir de #69, les séries « M » (missiles) et « B » (bombardiers) sont distinctes.

#### Bombardiers à long rayon d'action (1935–1936)
Cette identification temporaire a été utilisée à partir de 1935-1936 pour désigner trois projets de bombardiers à long rayon d'action commandés par l'Army Air Corps. La plupart de ces bombardiers étaient des bombardiers nocturnes.
- BLR-1 – Boeing (réidentifié XB-15)
- BLR-2 – Douglas (réidentifié XB-19)
- BLR-3 – Sikorsky

### Avions de transport (1924–1962)

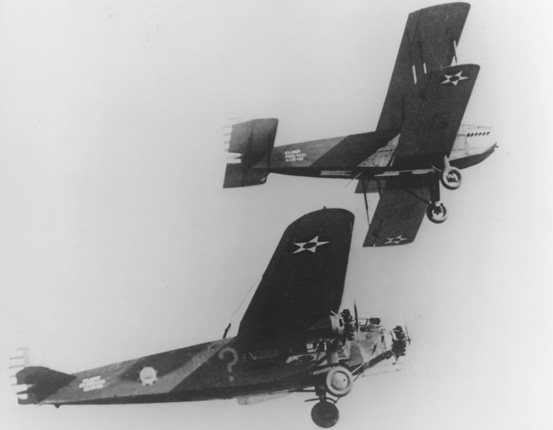
Ravitaillement en vol d'un Fokker C-2 par un Douglas C-1.

- C-1 – Douglas
- C-2 – Fokker
- C-3 – Ford
- C-4 – Ford
- C-5 – Fokker
- C-6 – Sikorsky
- C-7 – Fokker
- C-8 – Fairchild
- C-9 – Ford
- C-10 Robin – Curtiss-Wright
- C-11 Fleetster – Consolidated
- C-12 Vega – Lockheed
- C-13 – not used
- C-14 – Fokker
- C-15 – Fokker
- C-16 – Fokker
- C-17 Super Vega – Lockheed
- C-18 Monomail – Boeing
- C-19 Alpha – Northrop
- C-20 – Fokker
- C-21 Dolphin – Douglas
- C-22 Fleetster – Consolidated
- C-23 Altair – Lockheed
- C-24 – American/Fairchild
- C-25 Altair – Lockheed
- C-26 Dolphin – Douglas
- C-27 Airbus – Bellanca
- C-28 – Sikorsky Sikorsky C-28.
- C-29 Dolphin – Douglas
- C-30 Condor – Curtiss-Wright
- C-31 – Kreider-Reisner
- C-32 – Douglas
- C-33 – Douglas
- C-34 – Douglas
- C-35 Electra – Lockheed
- C-36 Electra – Lockheed
- C-37 Electra – Lockheed
- C-38 – Douglas
- C-39 – Douglas
- C-40 Electra – Lockheed
- C-41 – Douglas
- C-42 – Douglas
- C-43 Traveller – Beechcraft
- C-44 – Messerschmitt
- C-45 Expeditor – Beechcraft
- C-46 Commando – Curtiss-Wright

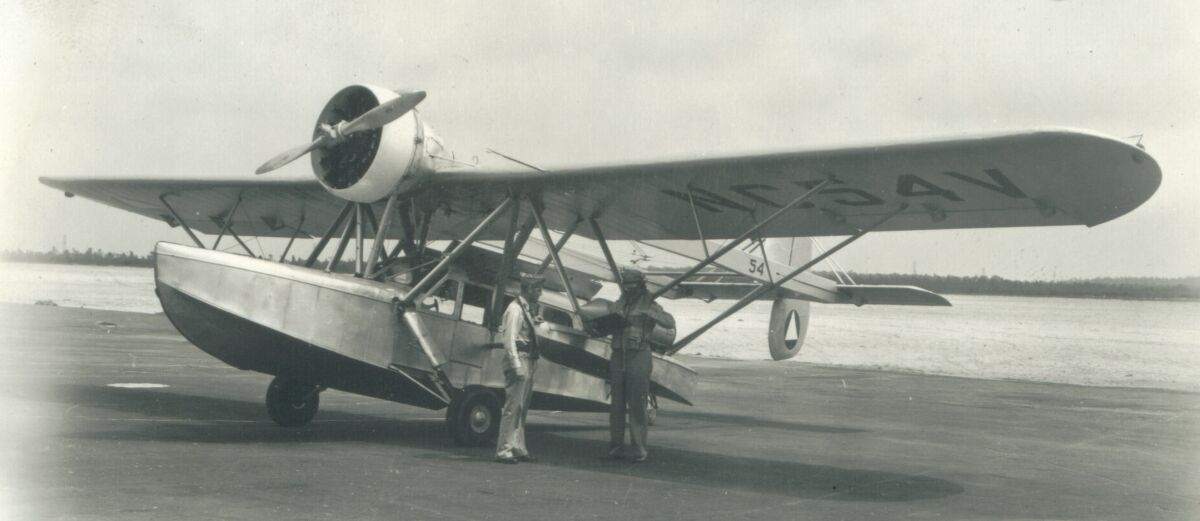
Sikorsky C-28.

- C-47 Skytrain – Douglas C-47 Skytrain.
- C-48 – Douglas
- C-49 – Douglas
- C-50 – Douglas
- C-51 – Douglas
- C-52 – Douglas
- C-53 Skytrooper – Douglas
- C-54 Skymaster – Douglas
- C-55 Commando – Curtiss-Wright
- C-56 Lodestar – Lockheed
- C-57 Lodestar – Lockheed
- C-58 Bolo – Douglas
- C-59 Lodestar – Lockheed
- C-60 Lodestar – Lockheed
- C-61 Forwarder – Fairchild
- C-62 – Waco
- C-63 Hudson – Lockheed
- C-64 Norseman – Noorduyn
- C-65 Skycar – Stout
- C-66 Lodestar – Lockheed
- C-67 Dragon – Douglas
- C-68 – Douglas
- C-69 Constellation – Lockheed
- C-70 Nightingale – Howard
- C-71 Executive – Spartan
- C-72 – Waco
- C-73 – Boeing

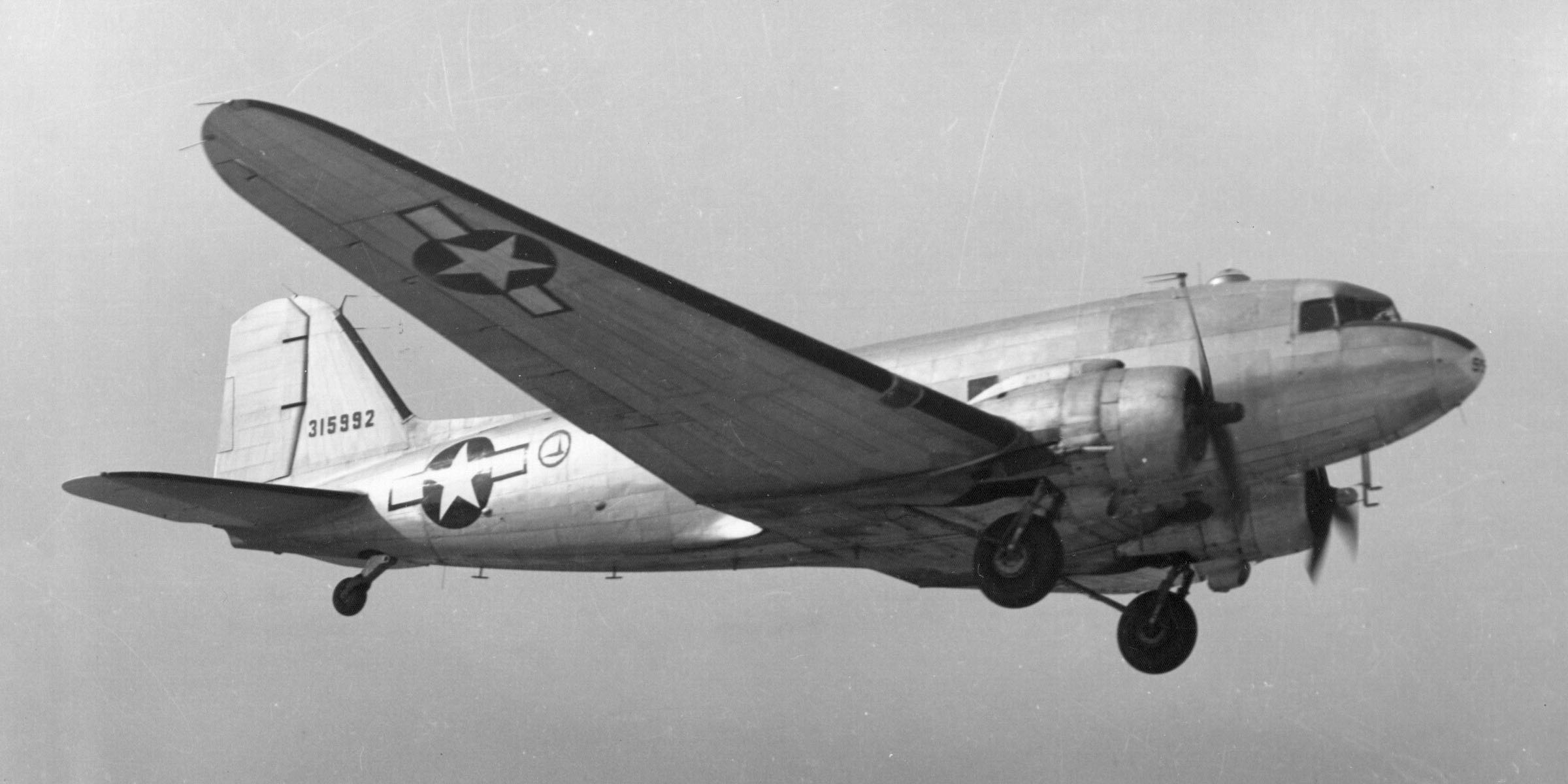
C-47 Skytrain.

- C-74 Globemaster – Douglas C-74 Globemaster.
- C-75 – Boeing
- C-76 Caravan – Curtiss-Wright
- C-77 – Cessna
- C-78 Bobcat – Cessna
- C-79 – Junkers
- C-80 – Harlow
- C-81 Reliant – Stinson
- C-82 Packet – Fairchild
- C-83 Coupe – Piper
- C-84 – Douglas
- C-85 Orion – Lockheed
- C-86 Forwarder – Fairchild

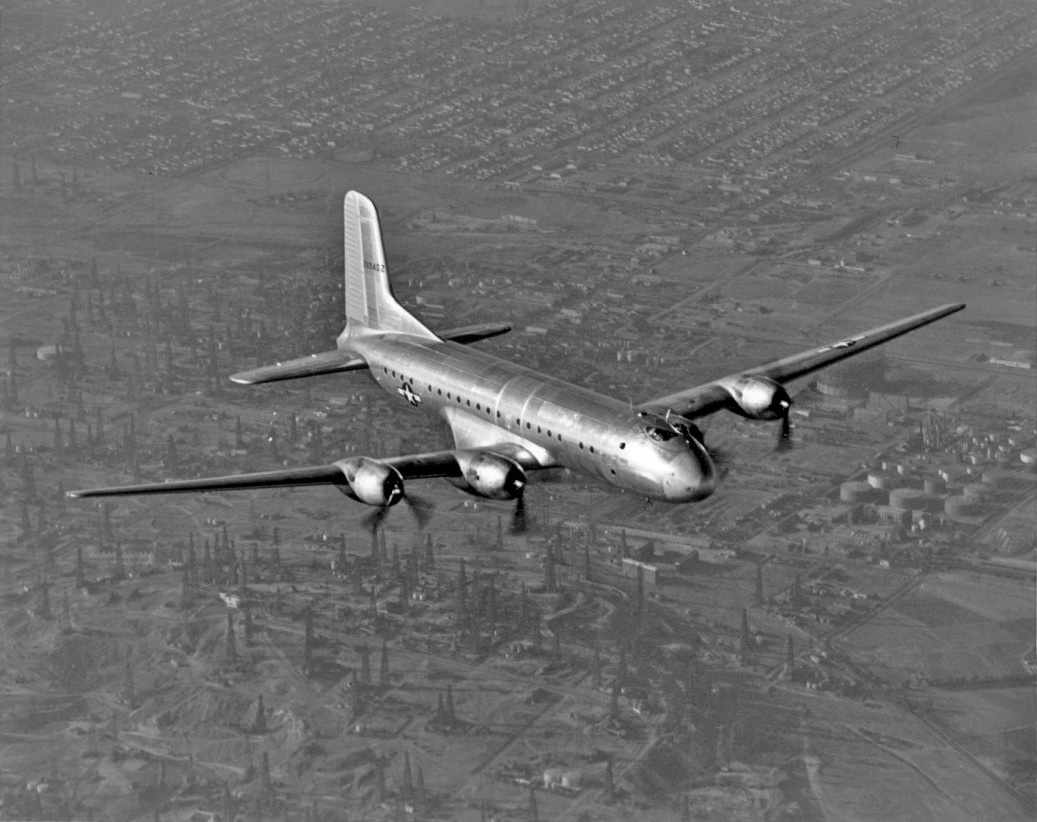
C-74 Globemaster.

- C-87 Liberator Express – Consolidated

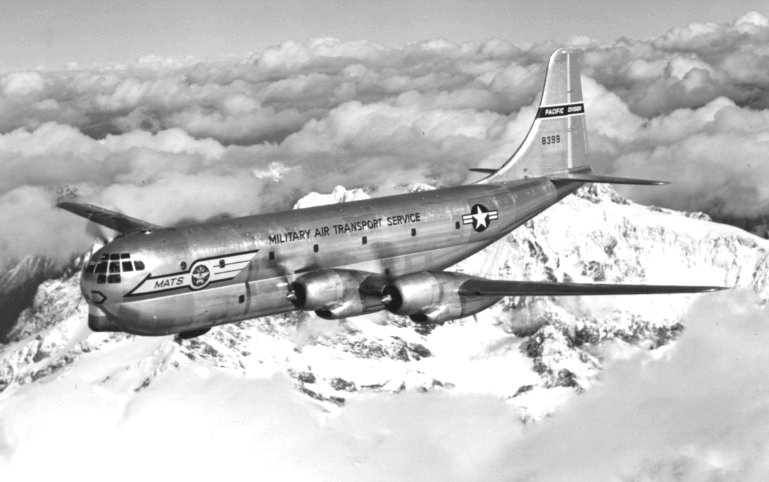
C-97 Stratofreighter.

- C-88 – Fairchild
- C-89 – Hamilton
- C-90 – Luscombe
- C-91 – Stinson
- C-92 – Akron-Funk
- C-93 Conestoga – Budd
- C-94 – Cessna
- C-95 Grasshopper – Taylorcraft
- C-96 – Fairchild
- C-97 Stratofreighter – Boeing C-97 Stratofreighter.
  - KC-97 Stratofreighter – Boeing
- C-98 Clipper – Boeing
- XC-99 – Convair
- C-100 Gamma – Northrop
- C-101 Vega – Lockheed
- C-102 Sportster – Rearwin
- C-103 – Grumman
- C-104 – Lockheed
- C-105 – Boeing
- C-106 – Cessna
- C-107 Skycar – Stout
- C-108 Flying Fortress – Boeing
- C-109 Liberator Express – Consolidated
- C-110 – Douglas
- C-111 Super Electra – Lockheed
- C-112 – Douglas
- C-113 Commando – Curtiss-Wright
- C-114 Skymaster – Douglas
- C-115 Skymaster – Douglas
- C-116 Skymaster – Douglas
- C-117 Super Skytrain – Douglas
- C-118 Liftmaster – Douglas
- C-119 Flying Boxcar – Fairchild
- C-120 Packplane – Fairchild
- C-121 Constellation – Lockheed
  - YC-121F Constellation – Lockheed
- C-122 Avitruc – Chase
- C-123 Provider – Fairchild
  - XC-123A – Chase
- C-124 Globemaster II – Douglas
- C-125 Raider – Northrop
- C-126 – Cessna
- C-127 – Boeing
- C-128 Flying Boxcar – Fairchild
- C-129 Super Skytrain – Douglas
- C-130 Hercules – Lockheed
- C-131 Samaritan – Convair
- C-132 – Douglas
- C-133 Cargomaster – Douglas
- C-134 – Stroukoff
- C-135 Stratolifter – Boeing
  - KC-135 Stratotanker – Boeing
- C-136 – Fairchild
- C-137 Stratoliner – Boeing
  - C-138 – réservé pour le Fokker F27 mais jamais assigné
- C-139 – Lockheed
- C-140 Jetstar – Lockheed
- C-141 Starlifter – Lockheed
- C-142 – Vought
  - C-143 – réservé pour ce qui aurait dû devenir le X-19 mais jamais officiellement assigné
- C-143 MRC2A – Bombardier Challenger CL-604 pour les avions à moyen rayon d'action de contrôle et de commandement de l'US Coast Guard[1]
- C-144 Ocean Sentry – CASA CN-235 300CG pour les avions à moyen rayon d'action de patrouille maritime et de surveillance de l'US Coast Guard[1]
- C-145 Skytruck - PZL M28 pour des opérations spéciales
- C-146 - Dornier 328 pour des opérations spéciales

### Drones

#### Avion-cible

##### 1922–1935
- GL-1 Unmanned Coastal Artillery Target Glider – McCook Field Engineering Section
- GL-2 Manned Aerial Target Glider – McCook Field Engineering Section
- GL-3 Unmanned Aerial Target Glider (ou G-3) – McCook Field Engineering Section

##### 1940–1941
- A-1 – Fleetwings
- A-2 – Radioplane
- A-3 – Curtiss
- A-4 – Douglas
- A-5 – Boeing
- A-6 – Douglas
- A-7 Airacobra – Bell
- A-8 Cadet – Culver

##### 1942–1948
- PQ-8 Cadet – Culver
- PQ-9 – Culver
- PQ-10 – Culver
- PQ-11 – Fletcher
- PQ-12 – Fleetwings
- PQ-13 – ERCO
- PQ-14 Cadet – Culver
- PQ-15 – Culver

##### Modèle réduit d'avion

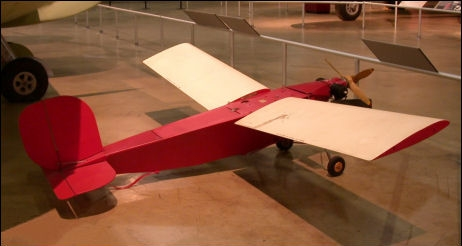
Radioplane OQ-2A.

- OQ-2 – Radioplane
- OQ-3 – Radioplane/Frankfort
- OQ-4 – Brunswick-Balke-Collender
- OQ-5 – entrepreneur inconnu
- OQ-6 – Radioplane
- OQ-7 – Radioplane
- OQ-11 – Simmonds Aerocessories
- OQ-12 – Radioplane
- OQ-13 – Radioplane
- OQ-14 – Radioplane/Frankfort
- OQ-16
- OQ-17 – Radioplane
- OQ-18
- OQ-19 Quail – Radioplane

#### Bombes volantes (1942–1945)
- BQ-1 – Fleetwings
- BQ-2 – Kaiser-Fleetwings
- BQ-3 – Fairchild
- BQ-3 – Fairchild
- BQ-4 – Interstate
- BQ-5 – Interstate
- BQ-6 – Interstate
- BQ-7 Aphrodite – Boeing
- BQ-8 Liberator – Consolidated[2]

#### Contrôle de cible (1942–1948)
- CQ-1 – Fletcher
- CQ-2 – Stinson
- CQ-3 Expeditor – Beechcraft
- CQ-4 Flying Fortress – Boeing

#### Série unifiée (1948–1962)
- Q-1 – Radioplane
- Q-2 Firebee – Ryan
- Q-3 – Radioplane
- Q-4 – Northrop
- Q-5 Kingfisher – Lockheed
- Q-6 – Wright Air Development Center
  - Q-7 – requête d'identification du QB-17 non approuvée
- Q-8 Cadet Culver
  - Q-8 – requête d'identification du QF-80 non approuvée
- Q-9 – WADC
- Q-10 – Radioplane
- Q-11 – WADC
- Q-12 – Beechcraft
- Q-14 Cadet – Culver

### Planeurs

#### Planeurs d'assaut (1942–1944)
- AG-1 – Christopher
- AG-2 – Timm

#### Planeurs bombardiers (1942–1944)
- BG-1 – Fletcher
- BG-2 – Fletcher
- BG-3 – Cornelius

#### Planeurs de transport (1941–1948)

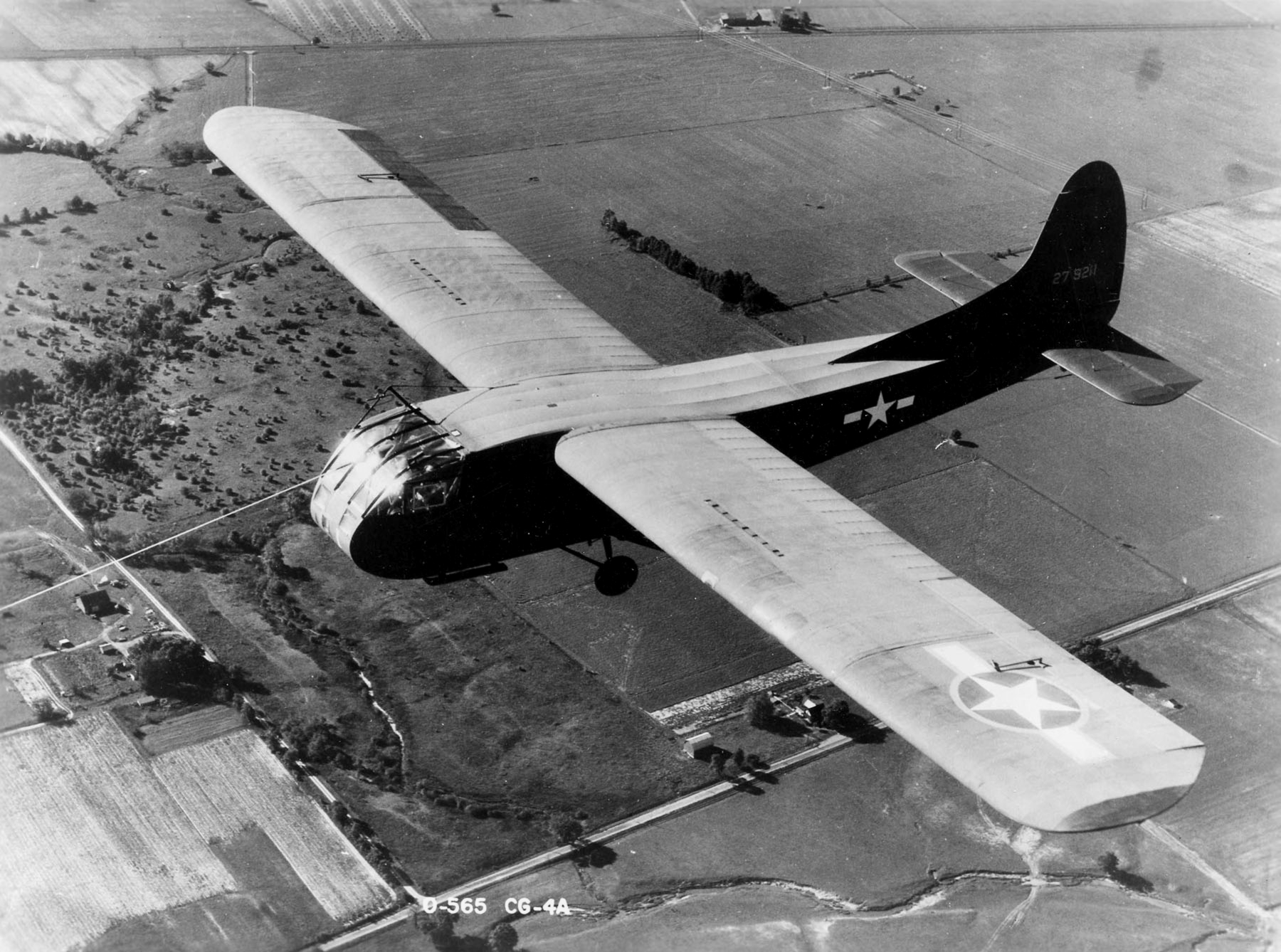
Waco CG-4A.

Les planeurs de transport sont désignés par le préfixe XCG, pour Experimental Cargo Glider, ici raccourci en CG.
- CG-1 (en) – Frankfort
- CG-2 – Frankfort
- CG-3 – Waco
- CG-4 Hadrian – Waco
- CG-5 (en) – St. Louis Aircraft Corporation (en)
- CG-6 – St. Louis
- CG-7 (en) – Bowlus-DuPont/Douglas
- CG-8 (en) – Bowlus-DuPont/Douglas
- CG-9 (en) – AGA Aviation Corporation (en)
- CG-10 Trojan Horse (en) – Laister-Kauffman
- CG-11 (en) – Snead
- CG-12 (en) – Read-York
- CG-13 – Waco
- CG-14 – Chase
- CG-15 Hadrian – Waco
- CG-16 – General Airborne Transport (Bowlus)
- CG-17 (en) – Douglas
- CG-18 – Chase
- CG-19 (en) – Douglas
- CG-20 – Chase

#### Planeurs de ravitaillement en carburant (1930–1948)
- FG-1 – Cornelius

#### Planeurs motorisés (1943–1948)
- PG-1 – Northwestern
- PG-2 – Ridgefield
- PG-3 – Waco

#### Planeurs d'entraînement (1941–1948)

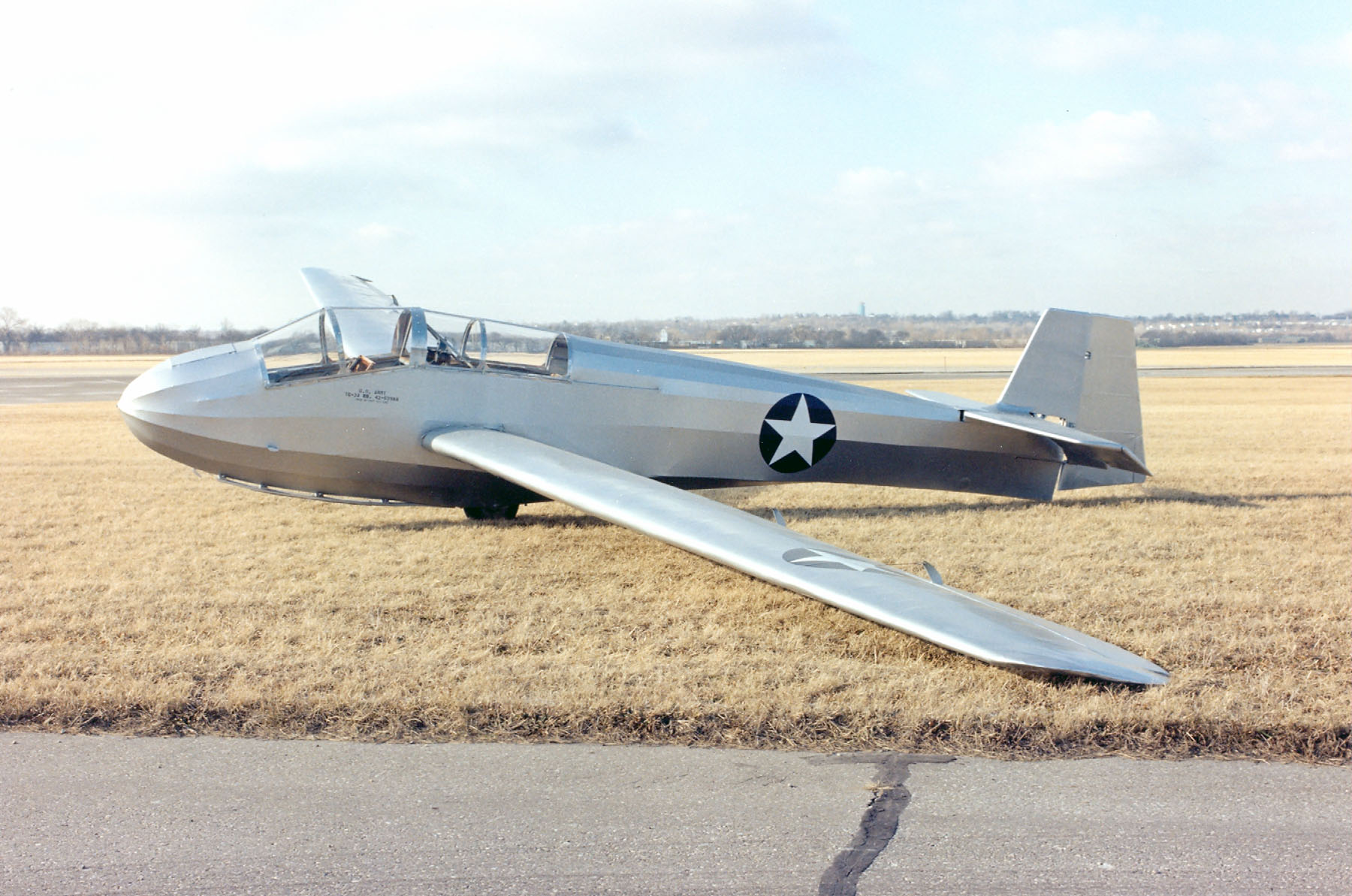
Schweitzer TG-3A.

- TG-1 – Frankfort
- TG-2 – Schweizer
- TG-3 – Schweizer
- TG-4 – Laister-Kauffman
- TG-5 Grasshopper – Aeronca
- TG-6 Grasshopper – Taylorcraft
- TG-7 Orlik – Kocjan
- TG-8 Grasshopper – Piper
- TG-9 – Briegleb
- TG-10 – Wichita Engineering
- TG-11 – Schempp-Hirth
- TG-12 – Bowlus-DuPont
- TG-13 – Briegleb
- TG-14 – Stiglmeier
- TG-15 – Franklin-Stevens
- TG-16 – Schultz
- TG-17 – Franklin
- TG-18 – Midwest Sailplane
- TG-19 – Jacobs-Schweyer
- TG-20 – Laister-Kauffman
- TG-21 – Notre Dame
- TG-22 – Mehlhose
- TG-23 – Harper-Corcoran
- TG-24 – Bowlus-Dupont
- TG-25 Plover – Wolcott
- TG-26 – Universal
- TG-27 – Schneider
- TG-28 Hawk Junior – Haller
- TG-29 – Volmer Jensen
- TG-30 Bluebird – Smith
- TG-31 – Aero Industries
- TG-32 – Pratt-Read
- TG-33 – Aeronca

#### Série unifiée (1948–1955)
- G-2 – Ridgefield
- G-3 – Waco
- G-4 Hadrian – Waco
- G-10 Trojan Horse – Laister-Kauffman
- G-13 – Waco
- G-14 – Chase
- G-15 Hadrian – Waco
- G-18 – Chase
- G-20 – Chase

#### Planeurs (1960–1962)
- S-1 – Schweizer
- S-2 – Schweizer

### Autogires (1935–1939)
- G-1 – Kellett
- G-2 – Pitcairn

### Avions de liaison (1942–1962)
- L-1 Vigilant – Stinson
- L-2 Grasshopper – Taylorcraft
- L-3 Grasshopper – Aeronca
- L-4 Grasshopper – Piper
- L-5 Sentinel – Stinson (réidentifié U-19 en 1962)
- L-6 Grasshopper – Interstate
- L-7 – Universal
- L-8 Cadet – Interstate
- L-9 – Stinson
- L-10 – Ryan
- L-11 – Bellanca
- L-12 Reliant – Stinson
- L-13 – Stinson/Convair
- L-14 Cub – Piper
- L-15 Scout – Boeing
- L-16 Champion – Aeronca
- L-17 Navion – North American/Ryan (réidentifié U-18 en 1962)
- L-18 Super Cub – Piper
- L-19 Bird Dog – Cessna (réidentifié O-1 en 1962)
- L-20 Beaver – de Havilland Canada (réidentifié U-6 en 1962)
- L-21 Super Cub – Piper (réidentifié U-7 en 1962)
- L-22 Navion – Ryan
- L-23 Seminole – Beechcraft (réidentifié U-8 en 1962)
- L-24 Courier – Helio (réidentifié U-24 en 1962)
- L-25 – McDonnell (réidentifié XH-35, puis XV-1)
- L-26 Commander – Aero Design (réidentifié U-4 et U-9 en 1962)
- L-27 – Cessna (réidentifié U-3 en 1962)
- L-28 Super Courier – Helio (réidentifié U-10 en 1962)

### Avions de poursuite (1924-1948) et de chasse (1948–1962)

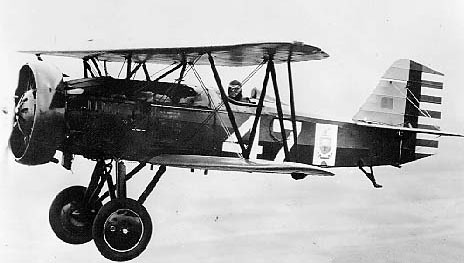
P-3 Hawk.

Désignés P pour « poursuite » jusqu'en 1948, lorsque l'United States Air Force est créée. Après cela, tous les P sont modifiés pour F (« fighter », avion de chasse en français), mais les chiffres originaux sont conservés.
- P-1 Hawk – Curtiss
- P-2 Hawk – Curtiss
- P-3 Hawk – Curtiss
- P-4 – Boeing
- P-5 Hawk – Curtiss
- P-6 Hawk – Curtiss
- P-7 – Boeing
- P-8 – Boeing
- P-9 – Boeing
- P-10 – Curtiss
- P-11 Hawk – Curtiss
- P-12 – Boeing
- P-13 Viper – Thomas-Morse
- P-14 – Curtiss
- P-15 – Boeing
- P-16 – Berliner-Joyce
- P-17 Hawk – Curtiss
- P-18 – Curtiss
- P-19 – Curtiss
- P-20 – Curtiss
- P-21 – Curtiss
- P-22 Hawk – Curtiss
- P-23 Hawk – Curtiss
- P-24 – Lockheed
- P-25 – Consolidated
- P-26 Peashooter – Boeing Boeing P-26.
- P-27 – Consolidated
- P-28 – Consolidated
- P-29 – Boeing
- P-30 – Consolidated
- P-31 Swift – Curtiss
- P-32 – Boeing
- P-33 – Consolidated
- XP-34 – Wedell-Williams
- P-35 – Seversky
- P-36 Hawk – Curtiss
- P-37 – Curtiss
- P-38 Lightning – Lockheed
- P-39 Airacobra – Bell

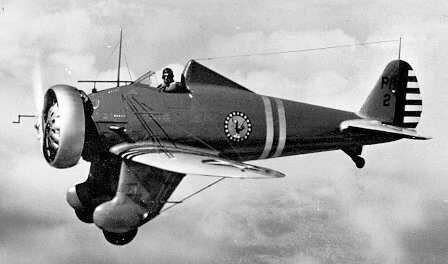
Boeing P-26.

  - P-400 - avions de la Royal Air Force au service des États-Unis avant d'être exporté
- P-40 Warhawk – Curtiss
- P-41 – Seversky
- P-42 – Curtiss
- P-43 Lancer – Republic
- P-44 Rocket – Republic
- P-45 – Bell
- P-46 – Curtiss
- P-47 Thunderbolt – Republic
- P-48 – Douglas
- P-49 – Lockheed
- P-50 – Grumman
- P-51 Mustang – North American P-51H Mustang.
- P-52 – Bell
- P-53 – Curtiss
- P-54 Swoose Goose – Vultee
- P-55 Ascender – Curtiss
- P-56 Black Bullet – Northrop
- P-57 Peashooter – Tucker
- P-58 Chain Lightning – Lockheed
- P-59 Airacomet – Bell
- P-60 – Curtiss
- P-61 Black Widow – Northrop
- P-62 – Curtiss
- P-63 Kingcobra – Bell
- P-64 – North American
- P-65 – Grumman
- P-66 Vanguard – Vultee
- P-67 Bat – McDonnell
- P-68 Tornado – Vultee
- P-69 – Republic
- P-70 Nighthawk – Douglas
- P-71 – Curtiss
- P-72 – Republic

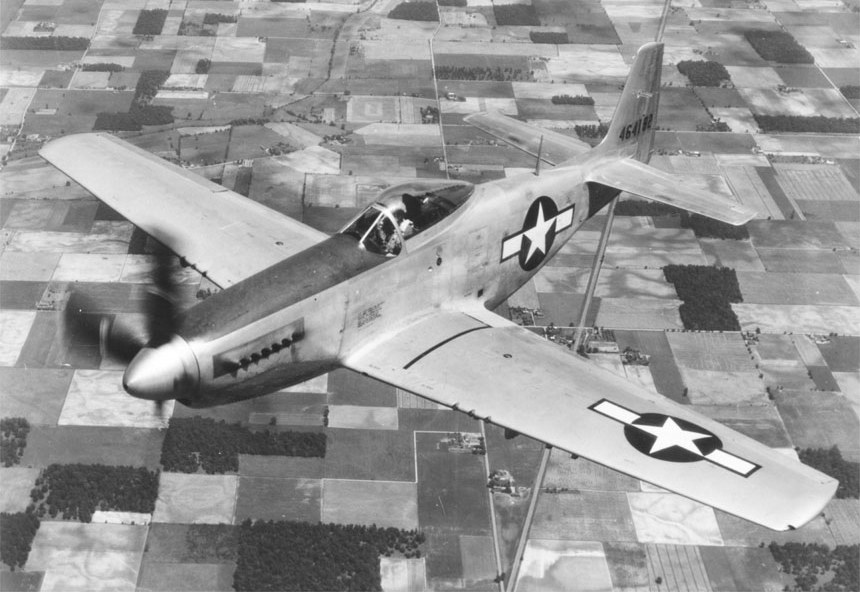
P-51H Mustang.

- P-73 – Hughes (jamais officiellement assigné)
- P-74 – passé
- P-75 Eagle – Fisher
- P-76 – Bell
- P-77 – Bell
- P-78 – North American
- P-79 – Northrop
- F-80 Shooting Star – Lockheed
- P-81 – Convair
- F-82 Twin Mustang – North American
- P-83 – Bell
- F-84 Thunderjet – Republic
- F-85 Goblin – McDonnell
- F-86 Sabre – North American F-86F Sabre.
- F-87 Blackhawk – Curtiss
- F-88 Voodoo – McDonnell
- F-89 Scorpion – Northrop
- F-90 – Lockheed
- F-91 Thunderceptor – Republic
- F-92 – Convair
- F-93 – North American
- F-94 Starfire – Lockheed
- F-95 – North American
- F-96 – Republic

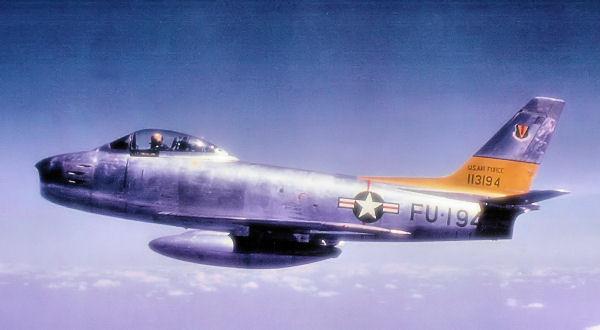
F-86F Sabre.

- F-97 Starfire – Lockheed (réidentifié F-94C Starfire)
- F-98 Falcon – Hughes (réidentifié GAR-1, puis AIM-4)
- F-99 BOMARC – Boeing (réidentifié IM-99, puis CIM-10)
- F-100 Super Sabre – North American
- F-101 Voodoo – McDonnell
- F-102 Delta Dagger – Convair
- F-103 – Republic
- F-104 Starfighter – Lockheed
- F-105 Thunderchief – Republic
- F-106 Delta Dart – Convair
- F-107 – North American
- F-108 Rapier – North American
- F-109 – identification réservée au X-13 Vertijet, F-101B[4] et Bell D-188A (jamais officiellement assignée)
- F-110 Spectre – McDonnell Douglas (réidentifié F-4 en 1962)
- F-111 Aardvark – General Dynamics General Dynamics F-111.

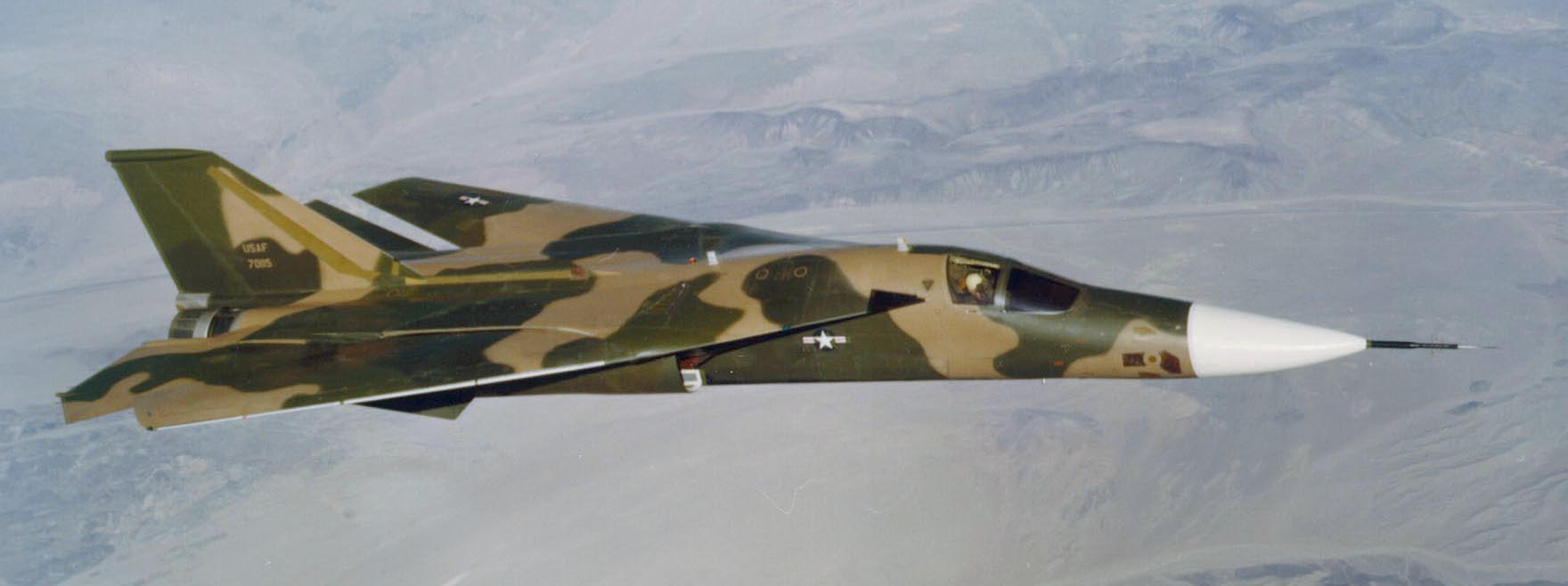
General Dynamics F-111.

#### Avions de chasse multiplaces
- FM-1 Airacuda – Bell
- FM-2 – Lockheed

#### Avions de chasse biplaces
- PB-1 – Berliner-Joyce
- PB-2 – Consolidated
- PB-3 – Lockheed

### Avions d'observation

#### 1924–1942
- O-1 Falcon – Curtiss
- O-2 – Douglas
- O-3 Mohawk – Dayton-Wright
- O-4 – Martin
- O-5 – Douglas
- O-6 – Thomas-Morse
- O-7 – Douglas
- O-8 – Douglas
- O-9 – Douglas
- O-10 – Loening
- O-11 Falcon – Curtiss
- O-12 Falcon – Curtiss
- O-13 Falcon – Curtiss
- O-14 – Douglas
- O-15 – Keystone
- O-16 Falcon – Curtiss
- O-17 Courier – Consolidated
- O-18 Falcon – Curtiss
- O-19 – Thomas-Morse
- O-20 – Thomas-Morse
- O-21 – Thomas-Morse
- O-22 – Douglas
- O-23 – Thomas-Morse
- O-24 – Curtiss
- O-25 – Douglas
- O-26 – Curtiss
- O-27 – Fokker
- O-28 Corsair – Vought
- O-29 – Douglas
- O-30 – Curtiss
- O-31 – Douglas
- O-32 – Douglas
- O-33 – Thomas-Morse
- O-34 – Douglas
- O-35 – Douglas
- O-36 – Douglas
- O-37 – Keystone
- O-38 – Douglas
- O-39 Falcon – Curtiss
- O-40 Raven – Curtiss
- O-41 – Thomas-Morse
- O-42 – Thomas-Morse
- O-43 – Douglas
- O-44 – Douglas
- O-45 – Martin
- O-46 – Douglas
- O-47 – North American
- O-48 – Douglas
- O-49 Vigilant – Stinson (réidentifié L-1 en 1942)
- O-50 – Bellanca
- O-51 Dragonfly – Ryan YO-51 Dragonfly.
- O-52 Owl – Curtiss
- O-53 Havoc – Douglas
- O-54 – Stinson
- O-55 – ERCO
- O-56 Ventura – Lockheed

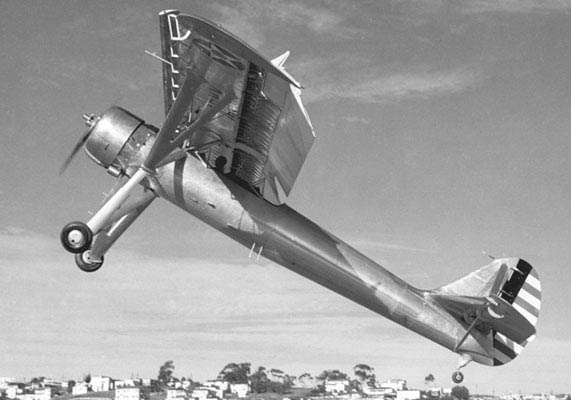
YO-51 Dragonfly.

- O-57 Grasshopper – Taylorcraft (réidentifié L-2 en 1942)
- O-58 Grasshopper – Aeronca (réidentifié L-3 en 1942)
- O-59 Grasshopper – Piper (réidentifié L-4 en 1942)
- O-60 – Kellett
- O-61 – Pitcairn
- O-62 Sentinel – Stinson (réidentifié L-5 en 1942)
- O-63 Grasshopper – Interstate (réidentifié XL-6 en 1942)

#### Avions amphibies (1925–1948)
- OA-1 – Loening
- OA-2 – Loening
- OA-3 Dolphin – Douglas
- OA-4 Dolphin – Douglas
- OA-5 – Douglas
- OA-6 – Consolidated
- OA-7 – Douglas
- OA-8 – Sikorsky
- OA-9 Goose – Grumman
- OA-10 Catalina – Consolidated
- OA-11 – Sikorsky
- OA-12 Duck – Grumman
- OA-13 Goose – Grumman
- OA-14 Widgeon – Grumman
- OA-15 Seabee – Republic

### Avions de reconnaissance

#### Reconnaissance photographique (1930–1948) / Reconnaissance (1948–1962)
- F-1 – Fairchild
- F-2 Expeditor – Beechcraft
- F-3 Havoc – Douglas
- F-4 Lightning – Lockheed
- F-5 Lightning – Lockheed
- F-6 Mustang – North American
- F-7 Liberator – Consolidated
- F-8 Mosquito – de Havilland
- F-9 Flying Fortress – Boeing
- F-10 Mitchell – North American
- F-11 – Hughes
- F-12 Rainbow – Republic
- F-13 Superfortress – Boeing
- F-14 Shooting Star – Lockheed
- F-15 Reporter – Northrop
- R-11 – Hughes
- R-12 Rainbow – Republic
- R-16 Stratofortress – Boeing[5]

#### 1960–1962
Les avions suivants sont numérotés dans la série B- (bombardiers).
- RS-70 Valkyrie – North American

### Aéronefs à voilure tournante (1941–1948) et hélicoptères (1948–)
En 1941, la lettre de catégorie R est attribuée pour les aéronefs à voilure tournante. Cette identification a été utilisée jusqu'à la fondation de l'US Air Force en 1947, date à laquelle la lettre de catégorie a été changé pour  H- pour « hélicoptère ». Cependant, la numérotation d'origine est conservée.
En 1962, lorsque le système d'identification unifiée est adopté, certains aéronefs reçoivent de nouvelles identifications dans la série H-1 à H-6. Cependant, la série d'origine est poursuivie et reste en usage à l'heure actuelle, avec H-73 comme identification disponible.
- R-1 – Platt-LePage
- R-2 – Kellett
- R-3 – Kellett
- R-4 Hoverfly – Sikorsky
- R-5/H-5 Dragonfly – Sikorsky
- R-6 Hoverfly II – Sikorsky
- R-7 – Sikorsky
- XR-8 Kellett
- R-9/H-9 – Firestone
- R-10/H-10 – Kellett
- R-11/H-11 – Rotorcraft
- R-12/H-12 – Bell
- R-13/H-13 Sioux – Bell
- R-14 – Firestone
- R-15/H-15 – Bell
- R-16/H-16 – Piasecki
- XR-17/XH-17 – Hughes/Kellett
- YH-18 – Sikorsky
- H-19 – Sikorsky
- XH-20 Little Henry – McDonnell
- H-21 – Piasecki
- H-22 – Kaman
- OH-23 Raven – Hiller
- YH-24 – Seibel
- H-25 – Piasecki
- XH-26 Jet Jeep – American Helicopter
- YH-27 Transporter – Piasecki
- XH-28 – Hughes
- H-29 – McDonnell
- YH-30 – McCulloch
- YH-31 – Doman
- YH-32 – Hiller
- XH-33 – Bell (réidentifié XV-3)
- H-34 Choctaw – Sikorsky
- XH-35 – McDonnell (ré-désigné XV-1)
- H-36 – réservé pour le projet secret Long Ears
- H-37 Mojave – Sikorsky
- H-38 – réservé pour le projet secret Short Tail
- XH-39 – Sikorsky
- XH-40 – Bell
- YH-41 Seneca – Cessna
- XH-42 – Hughes
- H-43 Huskie – Kaman
- H-44 – réservé pour le projet secret Big Tom
- H-45 – réservé pour le projet secret Step Child
- H-46 Sea Knight – Boeing Vertol
- H-47 Chinook – Boeing Vertol
- XH-48 – Bell (ré-désigné UH-1F)
- XH-49 – Boeing Vertol (réidentifié XCH-46B)

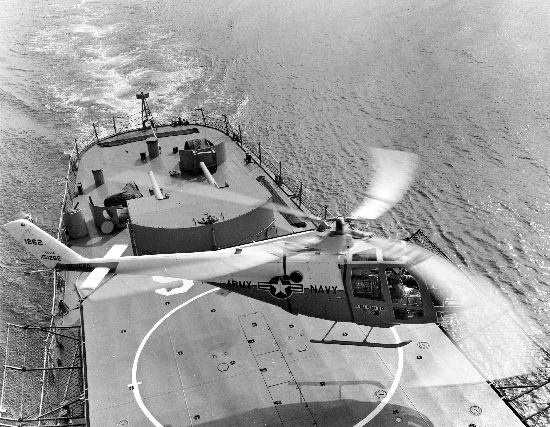
Lockheed XH-51.

- H-50 DASH – Gyrodyne
- XH-51 – Lockheed Lockheed XH-51.
- H-52 Sea Guard – Sikorsky
- H-53 – Sikorsky
  - MH-53 Pave Low
  - CH-53E Super Stallion
    - CH-53K King Stallion[1]
- H-54 Tarhe – Sikorsky
- H-55 Osage – Hughes
- H-56 Cheyenne – Lockheed
- H-57 Sea Ranger – Bell
- H-58 Kiowa – Bell
- XH-59 – Sikorsky
- H-60 Black Hawk – Sikorsky
  - SH-60 Seahawk
  - HH-60 Pave Hawk
  - HH-60 Jayhawk
- YH-61 – Boeing Vertol
- XH-62 – Boeing Vertol
- YH-63 Kingcobra – Bell
- H-64 Apache – Hughes
- H-65 Dolphin – Aérospatiale
- H-66 Comanche – Boeing/Sikorsky
- H-67 Creek – Bell
- H-68 Stingray – Agusta[1]
- H-69 – passé
- H-70 – Bell[1]
- H-71 Kestrel – Lockheed Martin[1]
- H-72 Lakota – Eurocopter[1]

### Avions expérimentaux spéciaux (1946–1948)
- XS-1 – Bell
- XS-2 – Bell
- XS-3 Stiletto – Douglas
- XS-4 Bantam – Northrop
- XS-5 – Bell

Cette série s'est poursuivie après 1948 — sans remise à zéro de la numérotation — sous la désignation 'X', « avions expérimentaux ».

### Avions d'entraînement

#### Entraînement avancé (1925–1948)
- AT-1 – Huff-Daland
- AT-2 – Huff-Daland
- AT-3 – Boeing
- AT-4 Hawk – Curtiss
- AT-5 Hawk – Curtiss
- AT-6 Texan – North American (réidentifié T-6 en 1948)
- AT-7 Navigator – Beechcraft (réidentifié T-7 en 1948)
- AT-8 Bobcat – Cessna
- AT-9 Jeep – Curtiss-Wright
- AT-10 Wichita – Beechcraft
- AT-11 Kansan – Beechcraft (réidentifié T-11 en 1948)
- AT-12 Guardsman – Republic
- AT-13 Gunner – Fairchild
- AT-14 Gunner – Fairchild
- AT-15 Crewmaker – Boeing
- AT-16 – Noorduyn
- AT-17 Bobcat – Cessna
- AT-18 Hudson – Lockheed
- AT-19 Reliant – Stinson
- AT-20 Anson – Avro/Federal
- AT-21 Gunner – Fairchild
- AT-22 Liberator – Consolidated
- AT-23 Marauder – Martin
- AT-24 Mitchell – North American

#### Entraînement de base au combat (1936–1940)
- BC-1 – North American
- BC-2 – North American
- BC-3 – Vultee

#### Entraînement de base (1930–1948)
- BT-1 – Douglas
- BT-2 – Douglas
- BT-3 – Stearman
- BT-4 – Curtiss
- BT-5 – Stearman
- BT-6 – Consolidated
- BT-7 – Consolidated
- BT-8 – Seversky
- BT-9 – North American
- BT-10 – North American
- BT-11 – Aircraft Research
- BT-12 – Fleetwings
- BT-13 Valiant – Vultee
- BT-14 – North American
- BT-15 Valiant – Vultee
- BT-16 Valiant – Vultee
- BT-17 – Boeing-Stearman

#### Entraînement de base primaire (1925–1948)
- PT-1 Trusty – Consolidated
- PT-2 Trusty – Consolidated
- PT-3 Trusty – Consolidated
- PT-4 Trusty – Consolidated
- PT-5 Trusty – Consolidated
- PT-6 – Consolidated
- PT-7 Pinto – Mohawk
- PT-8 – Consolidated
- PT-9 – Stearman
- PT-10 – Verville
- PT-11 – Consolidated
- PT-12 – Consolidated
- PT-13 Kaydet – Boeing-Stearman
- PT-14 – Waco
- PT-15 – St. Louis
- PT-16 – Ryan
- PT-17 Kaydet – Boeing-Stearman
- PT-18 Kaydet – Boeing-Stearman
- PT-19 Cornell – Fairchild
- PT-20 – Ryan
- PT-21 Recruit – Ryan
- PT-22 Recruit – Ryan
- PT-23 Cornell – Fairchild
- PT-24 Tiger Moth – de Havilland
- PT-25 – Ryan
- PT-26 Cornell – Fairchild
- PT-27 Kaydet – Boeing-Stearman

#### Série unifiée (1948–)
AT-6 Texan, AT-7 Navigator et AT-11 Kansan sont rétroactivement identifiés avec le préfixe T- designations. La nouvelle série commence à 28, poursuivant la série de numérotation PT.
- T-6 Texan – North American
- T-7 Navigator – Beechcraft
- T-11 Kansan – Beechcraft
- T-28 Trojan – North American
- T-29 Flying Classroom – Convair
- T-30 – Douglas
- T-31 – Fairchild
- T-32 – Convair
- T-33 Shooting Star – Lockheed
- T-34 Mentor – Beechcraft
- T-35 Buckaroo – Temco
- T-36 – Beechcraft/Canadair
- T-37 Tweet – Cessna
- T-38 Talon – Northrop
- T-39 Sabreliner – North American
- T-40 Jet Star – Lockheed
- T-41 Mescalero – Cessna
- T-42 Cochise – Beechcraft
- T-43 – Boeing
- T-44 Pegasus – Beechcraft
- T-45 Goshawk – McDonnell Douglas/BAE Systems
- T-46 – Fairchild
- T-47 – Cessna
- T-48 – Cessna
- T-48 MPATS[1]
- T-49 – Boeing[1]
- T-50 Golden Eagle – Korea Aerospace Industries (identification réservée mais non assignée)[1]
- T-51 – Cessna[1]
- T-52 – Diamond Aircraft[6]
- T-53 – Cirrus

### Convertibles (1952–1962)
| Série | Nom | Fabricant          | Image | Premier vol     | Notes                                            |
| ----- | --- | ------------------ | ----- | --------------- | ------------------------------------------------ |
| XV-1  |     | McDonnell Aircraft |       | 14 juillet 1954 | Anciennement XL-25 Anciennement XH-35            |
| XV-2  |     | Sikorsky Aircraft  |       | –               | Projet annulé avant la construction du prototype |
| XV-3  |     | Bell Helicopter    |       | 11 août 1955    | Anciennement H-33                                |

## Armée (1956–1962)

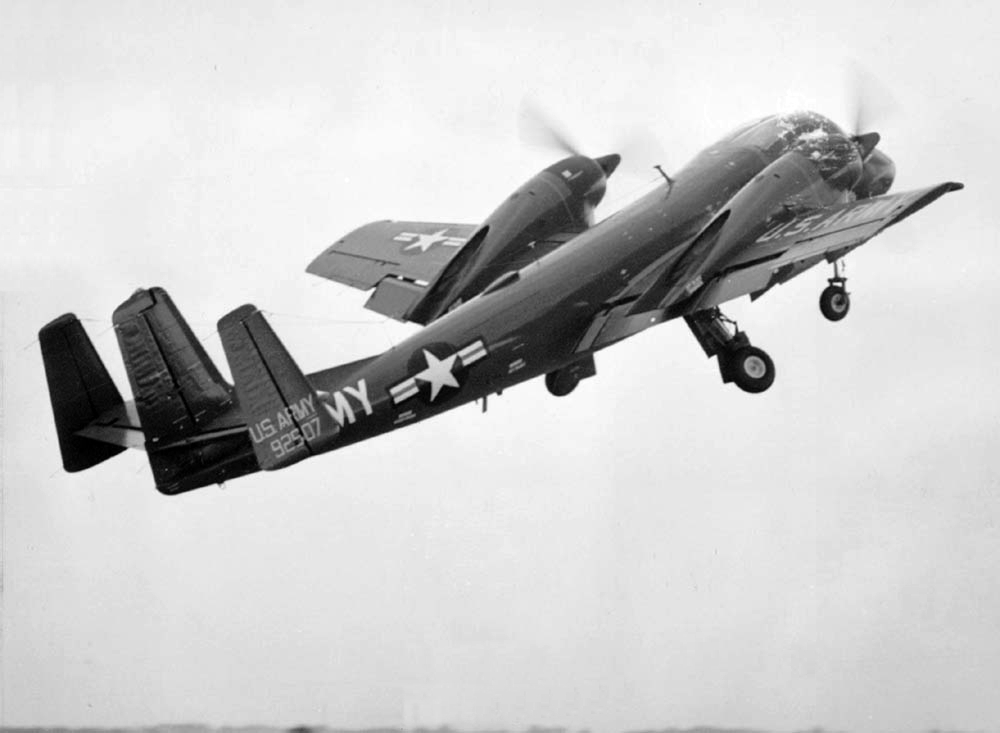
AO-1 Mohawk.

En 1956, l'armée américaine adopte un nouveau système d'identification relativement simple pour ses moyens aériens. Les aéronefs sont divisés en trois catégories différentes : « A » pour les aéronefs à voilure fixe, « H » pour les hélicoptères, ou « V » pour les avions V/STOL, puis « C » pour les avions de transport, « O » pour les avions d'observation et de reconnaissance, « U » pour ceux d'usage général et « Z » pour les avions expérimentaux. Ces catégories sont numérotées de façon séquentielle.

### Avions de transport (1956–1962)
- AC-1 Caribou – de Havilland Canada (réidentifié CV-2 en 1962, puis C-7 en 1967)
- AC-2 Buffalo – de Havilland Canada (réidentifié CV-7 en 1962, puis C-8 en 1967)

### Avions d'observation (1956–1962)
- AO-1 Mohawk – Grumman (réidentifié OV-1 en 1962)
- AO-2 Inflatoplane – Goodyear
- AO-3 Inflatoplane – Goodyear

### Avions expérimentaux (1956–1962)
| Série | Nom        | Fabricant                    | Image | Premier vol      | Notes |
| ----- | ---------- | ---------------------------- | ----- | ---------------- | ----- |
| AZ-1  | Marvelette | Mississippi State University | –     | 16 November 1962 |       |

### Plates-formes volantes (1955–1956)
- HO-1 Pawnee – Hiller (réidentifié VZ-1 en 1956)
- HO-2 – de Lackner Helicopters (réidentifié HZ-1 en 1956)

### Hélicoptères de transport (1956–1962)
- HC-1A Sea Knight (réidentifié CH-46C en 1962)
- HC-1B Chinook (réidentifié CH-47A en 1962)

### Hélicoptères d'observation (1956–1962)
- HO-1 – Sud-Ouest
- HO-2 – Hughes
- HO-3 – Brantly
- HO-4 – Bell (réidentifié OH-4A en 1962)
- HO-5 – Fairchild Hiller (réidentifié OH-5A en 1962)
- HO-6 – Hughes (réidentifié OH-6A en 1962)

### Hélicoptères d'usage général (1956–1962)
- HU-1 Iroquois – Bell (réidentifié UH-1 en 1962)

### Hélicoptères expérimentaux (1956–1962)
- HZ-1 Aerocycle – de Lackner Helicopters

### Avions expérimentaux à décollage et atterrissage vertical (1956–1962)
- VZ-1 Pawnee – Hiller
- VZ-2 – Vertol
- VZ-3 Vertiplane – Ryan
- VZ-4 Convertiplane – Doak
- VZ-5 Fledgling – Fairchild
- VZ-6 – Chrysler
- VZ-7-Curtiss-Wright
- VZ-8 Airgeep – Piasecki
- VZ-9 Avrocar – Avro Canada
- VZ-10 Hummingbird – Lockheed (réidentifié XV-4 en 1962)
- VZ-11 Vertifan – Ryan (réidentifié XV-5 en 1962)
- VZ-12 Kestrel – Hawker Siddeley (réidentifié XV-6 en 1962)

## Système unifié (1962–)

### Laser aéroporté
| Série | Nom | Fabricant | Image | Notes                   |
| ----- | --- | --------- | ----- | ----------------------- |
| AL-1  |     | Boeing    |       | Airborne Laser Test Bed |

### Dirigeables
| Série | Nom      | Fabricant             | Image | Notes |
| ----- | -------- | --------------------- | ----- | ----- |
| Z-1   |          | Goodyear              |       | [ 8 ] |
| Z-2   | Sentinel | Westinghouse Airships |       |       |
| Z-3   |          | American Blimp        |       | [ 1 ] |

### Lutte anti-sous-marine
| S-1 |               |                      |  | Passé            | Passé | Passé | Passé |
| S-2 | Tracker       | Grumman Aircraft     |  | Anciennement S2F |       |       |       |
| S-3 | Viking Shadow | Lockheed Corporation |  |                  |       |       |       |

### Avions de combat
| Série     | Nom            | Fabricant                            | Image | Notes                                     |
| --------- | -------------- | ------------------------------------ | ----- | ----------------------------------------- |
| A-1       | Skyraider      | Douglas                              |       | (anciennement identifié AD)               |
| A-2       | Savage         | North American                       |       | (anciennement identifié AJ)               |
| A-3       | Skywarrior     | Douglas                              |       | (anciennement identifié A3D)              |
| A-4       | Skyhawk        | Douglas                              |       | (anciennement identifié A4D)              |
| A-5       | Vigilante      | North American                       |       | (anciennement identifié A3J)              |
| A-6       | Intruder       | Grumman                              |       | (anciennement identifié A2F)              |
| A-7       | Corsair II     | Ling-Temco-Vought                    |       |                                           |
| A-9       |                | Northrop                             |       | Perdant du concours pour le programme A-X |
| A-10      | Thunderbolt II | Fairchild Republic                   |       | Gagnant du concours pour le programme A-X |
| A-12      | Avenger II     | McDonnell Douglas / General Dynamics |       | Annulé                                    |
| F/A-18C/D | Hornet         | McDonnell Douglas                    |       | [ 9 ]                                     |
| F/A-18E/F | Super Hornet   | Boeing                               |       | [ 9 ]                                     |
| A-26      | Invader        | Douglas                              |       | (réidentifié B-26 en 1966)                |
| A-29      | Super Tucano   | Embraer                              |       |                                           |
| A-37      | Dragonfly      | Cessna                               |       | (initialement identifié AT-37)            |

### Bombardiers
| Série | Nom                     | Fabricant              | Image | Notes                                                 |
| ----- | ----------------------- | ---------------------- | ----- | ----------------------------------------------------- |
| B-1   | Lancer                  | Rockwell International |       |                                                       |
| B-2   | Spirit "Stealth Bomber" | Northrop Grumman       |       |                                                       |
| B-21  | Spirit Raider           | Northrop Grumman       |       | Annoncé pour être en service à la fin des années 2020 |

### Avions de transport
| Série  | Nom                      | Fabricant                                          | Image | Notes |
| ------ | ------------------------ | -------------------------------------------------- | ----- | --- |
| C-1    | Trader                   | Grumman                                            |       | (anciennement identifié TF) |
| C-2    | Greyhound                | Grumman                                            |       | |
| C-3    | Martin 4-0-4             | Martin                                             |       | (anciennement identifié RM-1Z) Martin 4-0-4, utilisé par l'US Marine Corps et l'US Coast Guard                                                                                          |
| C-4    | Academe                  | Gulfstream                                         |       | Utilisé pour l'entraînement des officiers de marine de vol. |
| C-5    | Galaxy                   | Lockheed                                           |       | |
| C-6    | Ute                      | Beechcraft                                         |       | Beechcraft 90 King Air, réidentifié U-21 Ute |
| C-7    | Caribou                  | de Havilland Canada                                |       | |
| C-8    | Buffalo                  | de Havilland Canada                                |       | |
| C-9    | Nightingale              | McDonnell-Douglas                                  |       | |
| C-10   | Jetstream                | Handley Page                                       |       | USAF 68-10378/10388 (devait être compensé par l'achat de RAF F-111K – tous deux annulés)                                                                                                |
| C-10   | Extender                 | McDonnell-Douglas                                  |       | Identification C-10 réutilisée après l'annulation du C-10 Jetstream (en) (C10-A ou Jetstream 3M)                                                                                        |
| C-11   | Gulfstream II            | Gulfstream                                         |       | |
| C-12   |                          | Beechcraft                                         |       | |
| C-14   |                          | Boeing                                             |       | En concurrence avec l'AMST |
| C-15   |                          | McDonnell-Douglas                                  |       | En concurrence avec l'AMST |
| C-17   | Globemaster III          | Boeing                                             |       | |
| C-18   | Boeing 707–320           | Boeing                                             |       | |
| C-19   | Boeing 747–100           | Boeing                                             |       | |
| C-20   | Gulfstream III           | Gulfstream                                         |       | C-20A / B / C / D / E |
| C-20   | Gulfstream IV            | Gulfstream                                         |       | C-20F / G / H / J |
| C-21   | Learjet 35               | Learjet                                            |       | |
| C-22   | Boeing 727               | Boeing                                             |       | Transport du personnel de la Garde nationale aérienne et du Bureau de la Garde nationale                                                                                                |
| C-23   | Sherpa                   | Shorts                                             |       | Transport de logistique militaire utilisé en Europe et aux États-Unis par l'US Air Force et l'US Army                                                                                   |
| C-24   | DC-8F-54                 | Douglas                                            |       | Un seul DC-8-54F utilisé pour les essais avioniques en tant qu'EC-24A |
| C-25   |                          | Boeing                                             |       | Transport présidentiel VVIP |
| C-26   |                          | Fairchild                                          |       | |
| C-27   | Spartan                  | Alenia                                             |       | |
| C-28   | Titan                    | Cessna                                             |       | |
| C-29   | B Ae 125-800             | British Aerospace                                  |       | Vérificateur d'aide à la navigation aérienne |
| C-32   |                          | Boeing                                             |       | Transport VIP |
| C-35   |                          | Cessna                                             |       | |
| C-37   | Gulfstream V             | Gulfstream                                         |       | |
| C-38   | Gulfstream G100          | Gulfstream                                         |       | (anciennement IAI Astra SPX) |
| C-40   | Boeing 737-700c          | Boeing                                             |       | (remplace le C-9A Nightingale de l'US Air Force et le C-9B Skytrain II de l'US Navy) |
| C-41   | C-212 series 200 Aviocar | Construcciones Aeronáuticas Sociedad Anónima       |       | [ 1 ] |
| C-45   |                          | EADS/Northrop Grumman puis : EADS/Rockwell Collins |       | Perdant de la compétition pour le programme KC-X |
| C-46   |                          | Boeing                                             |       | Gagnant de la compétition pour le programme KC-X |
| KC-767 |                          | Boeing                                             |       | Utilisé pour les avions d'affaires militaires et les essais par les pays étrangers. Transport de tanks exporté au Japon et en Italie                                                    |
| UC-880 |                          | Convair                                            |       | Utilisé pour les avions d'affaires militaires et les essais par les pays étrangers. Un seul Convair 880 converti en ravitailleur pour des essais de la Naval Air Station Patuxent River |

### Drones
| Q-1                               | Predator Warrior | General Atomics                            |  | MQ-1C Warrior                |                              |                              |                              |
| Q-2                               | Pioneer          | AAI Corporation Israel Aircraft Industries |  |                              |                              |                              |                              |
| Q-3                               | Dark Star        | Lockheed Martin Boeing                     |  |                              |                              |                              |                              |
| Q-4                               | Global Hawk      | Northrop Grumman                           |  |                              |                              |                              |                              |
| Q-5                               | Hunter           | Israel Aircraft Industries                 |  |                              |                              |                              |                              |
| Q-6                               | Outrider         | Alliant Techsystems                        |  |                              |                              |                              |                              |
| Q-7                               | Shadow           | AAI Corporation                            |  |                              |                              |                              |                              |
| Q-8                               | Fire Scout       | Northrop Grumman                           |  |                              |                              |                              |                              |
| Q-9                               | Reaper Altair    | General Atomics                            |  | Initialement Predator B      |                              |                              |                              |
| Q-10                              | SnowGoose        | MMIST                                      |  |                              |                              |                              |                              |
| Q-11                              | Raven            | AeroVironment                              |  |                              |                              |                              |                              |
| Q-12                              |                  |                                            |  | Demandé pour le Q-1C – Passé | Demandé pour le Q-1C – Passé | Demandé pour le Q-1C – Passé | Demandé pour le Q-1C – Passé |
| Q-13                              |                  |                                            |  | Passé                        | Passé                        | Passé                        | Passé                        |
| Q-14                              | Dragon Eye       | AeroVironment                              |  |                              |                              |                              |                              |
| Q-15                              | Neptune          | DRS Technologies                           |  |                              |                              |                              |                              |
| Q-16                              | T-Hawk           | Honeywell                                  |  |                              |                              |                              |                              |
| Q-17                              | SpyHawk          | MTC Technologies                           |  |                              |                              |                              |                              |
| Q-18                              | Hummingbird      | Boeing                                     |  |                              |                              |                              |                              |
| Q-19                              | Aerosonde        | AAI Corporation                            |  | [ 1 ]                        |                              |                              |                              |
| Q-20                              | Puma             | AeroVironment                              |  |                              |                              |                              |                              |
| Q-21                              | Integrator       | Boeing Insitu                              |  |                              |                              |                              |                              |
| Identifications non-séquentielles |                  |                                            |  |                              |                              |                              |                              |
| Q-170                             | Sentinel         | Lockheed Martin                            |  |                              |                              |                              |                              |

### Avions de guerre électronique
| Série | Nom          | Fabricant                   | Image | Notes |
| ----- | ------------ | --------------------------- | ----- | --- |
| E-1   | Tracer       | Grumman Aircraft            |       | Anciennement WF |
| E-2   | Hawkeye      | Grumman Aircraft            |       | Anciennement W2F |
| E-3   | Sentry       | Boeing                      |       | |
| E-4   | "Nightwatch" | Boeing                      |       | |
| E-5   | Eagle        | Windecker Industries        |       | |
| E-6   | Mercury      | Boeing                      |       | TACAMO |
| E-7   |              |                             |       | Identification proposée pour le EC-18B |
| E-8   | Joint STARS  | Northrop Grumman            |       | |
| E-9   | Widget       | de Havilland Canada         |       | |
| E-10  | MC2A         | Boeing Northrop Grumman     |       | |
| E-11  |              | Bombardier Northrop Grumman |       | Plate-forme de la Battlefield Airborne Communications Node                                                                                  |
| E-767 |              | Boeing                      |       | Utilisé pour les avions d'affaires militaires et les essais par les pays étrangers, notamment par la Force aérienne d'autodéfense japonaise |

### Avions expérimentaux (1948–)
En plus des avions destinés à soutenir les opérations militaires, les forces armées des États-Unis ont également soutenu les efforts visant à repousser les limites de la connaissance aéronautique et de l'aérospatial. Certains des plus connus de ces projets sont les avions identifiés dans la série « X- ».
| Série et nom            | Fabricant                                 | Image                                     | Vol inaugural                                            | Notes |
| ----------------------- | ----------------------------------------- | ----------------------------------------- | -------------------------------------------------------- | --- |
| X-1                     | Bell Aircraft USAF, NACA                  |                                           | 19 janvier 1946                                          | Test à grande vitesse et à haute altitude. Premier avion à briser le mur du son. Viabilité aérodynamique prouvée.                                                                                            |
| X-2 "Starbuster"        | Bell Aircraft USAF                        |                                           | 27 juin 1952                                             | Test à grande vitesse et à haute altitude. Premier avion à dépasser 3 Ma. |
| X-3 Stiletto            | Douglas Aircraft USAF, NACA               |                                           | 27 octobre 1952                                          | Construction en alliage de titane ; faible ratio d'aspect des ailes. Prévu de tester les longs vols à grande vitesse. Incapable d'atteindre la vitesse de conception, mais fourni dans le couplage inertiel. |
| X-4 Bantam              | Northrop USAF, NACA                       |                                           | 15 décembre 1948                                         | Caractéristiques de manipulation d'un aéronef à ailes volantes dans un régime transsonique. |
| X-5                     | Bell Aircraft USAF, NACA                  |                                           | 20 juin 1951                                             | Premier avion à voler avec une voilure à géométrie variable (bien que d'autres avions aient déjà volé ainsi, mais aucun avec des ailes à flèche variable en vol)                                             |
| X-6                     | Convair USAF, AEC                         |                                           | N'a jamais volé                                          | Convair B-36 modifié pour l'étude de l'Aircraft Nuclear Propulsion (ANP) ; pas construit. Le banc de test du NB-36H a testé le réacteur.                                                                     |
| X-7 "Flying Stove Pipe" | Lockheed Tri-service                      |                                           | Avril 1951                                               | Banc de test à haute vitesse pour les aéronefs à statoréacteur. |
| X-8 Aerobee             | Aerojet NACA, USAF, USN                   |                                           |                                                          | Véhicule aérien de recherche et fusée-sonde. |
| X-9 Shrike              | Bell Aircraft USAF                        |                                           | Avril 1949                                               | Banc de test d'orientation et de technologie de propulsion. Développement assisté du missile GAM-63 Rascal.                                                                                                  |
| X-10                    | North American Aviation USAF              |                                           | 13 octobre 1953                                          | Banc de test pour le missile SM-64 Navaho. |
| X-11                    | Convair USAF                              |                                           | 11 juin 1957                                             | Banc de test pour le missile SM-65 Atlas. |
| X-12                    | Convair USAF                              |                                           | Juillet 1958                                             | Banc de test avancé pour le missile SM-65 Atlas. |
| X-13 Vertijet           | Ryan Aeronautical USAF, USN               |                                           | 10 décembre 1955                                         | Banc de test d'aéronef à décollage et atterrissage verticaux (ADAV). |
| X-14                    | Bell Aircraft USAF, NASA                  |                                           | 19 février 1957                                          | Banc de test d'ADAV. Examine la configuration de la poussée vectorielle d'un vol d'un ADAV. |
| X-15                    | North American Aviation USAF, NASA        |                                           | 8 juin 1959                                              | Hypersonique (6 Ma), test à haute altitude. Capable de vol spatial suborbital. |
| X-16                    | Bell Aircraft USAF                        |                                           | N'a jamais volé                                          | Projet d'avion de reconnaissance à haute altitude "X-16" designation used as cover story. |
| X-17                    | Lockheed USAF, USN                        |                                           | Avril 1956                                               | Teste les effets d'une rentrée atmosphérique avec un nombre de Mach élevé. |
| X-18                    | Hiller Aircraft USAF, USN                 |                                           | 24 novembre 1959                                         | Banc de test d'ADAV et de Short Take Off Vertical Landing (STOVL). Évalue le concept de tiltwing pour les vols d'ADAV.                                                                                       |
| X-19                    | Curtiss-Wright Tri-service                |                                           | Novembre 1963                                            | Banc de test de quadrirotor tiltrotor. Identification XC-143 proposée. |
| X-20 Dyna-Soar          | Boeing USAF                               |                                           | Jamais construit                                         | Avion spatial réutilisable pour des missions militaires. |
| X-21                    | Northrop USAF                             |                                           | 18 avril 1963                                            | Banc de test du contrôle des couches limites. |
| X-22                    | Bell Aircraft Tri-service                 |                                           | 17 mars 1966                                             | Banc de test de quad à soufflante STOVL. |
| X-23 PRIME              | Martin Marietta USAF                      |                                           | 21 décembre 1966                                         | Banc de test de la manœuvre des effets d'une rentrée atmosphérique. Note: Identification jamais officiellement assignée.                                                                                     |
| X-24                    | Martin Marietta USAF, NASA                |                                           | 1er août 1973                                            | Banc de test de manipulation de corps portant à basse vitesse. Essais de la forme aérodynamique du corps. |
| X-25                    | Bensen USAF                               |                                           | 6 décembre 1955                                          | Autogire en cas d'urgence pour les pilotes abattus. |
| X-26 Frigate            | Schweizer DARPA, US Army, USN             |                                           | 1967                                                     | Planeur à roulis hollandais. Banc de test d'avion de reconnaissance silencieux. |
| X-27                    | Lockheed                                  |                                           | N'a jamais volé                                          | Prototype d'avion de chasse hyper performant. |
| X-28 Sea Skimmer        | Osprey Aircraft USN                       |                                           | 12 août 1970                                             | Banc de test d'hydravion peu coûteux. |
| X-29                    | Grumman DARPA, USAF, NASA                 |                                           | 1984                                                     | Banc de test d'avions à ailes en flèche inversée. |
| X-30 NASP               | Rockwell NASA, DARPA, USAF                |                                           | Jamais construit                                         | Banc de test de lanceur orbital monoétage. |
| X-31                    | Rockwell DARPA, USAF, BdV                 |                                           | 1990                                                     | Banc de test de super-manœuvrabilité à poussée vectorielle. |
| X-32                    | Boeing USAF, USN, RAF                     |                                           | Septembre 2000                                           | Prototype du programme Joint Strike Fighter. |
| X-33 Venture Star       | Lockheed Martin NASA                      |                                           | Prototype jamais terminé                                 | Prototype de système de lancement spatial réutilisable. |
| X-34                    | Orbital Sciences NASA                     |                                           | N'a jamais volé                                          | Banc de test d'avion spatial réutilisable sans pilote. |
| X-35                    | Lockheed Martin USAF, USN, RAF            |                                           | 2000                                                     | Prototype du programme Joint Strike Fighter. |
| X-36                    | McDonnell Douglas/Boeing NASA             |                                           | 17 mai 1997                                              | Test d'avions de chasse à ailes volantes. |
| X-37                    | Boeing USAF, NASA                         |                                           | 7 avril 2006 (test de chute) 22 avril 2010 (vol orbital) | Avion spatial orbital réutilisable. |
| X-38                    | Scaled Composites NASA                    |                                           | 1999                                                     | Démonstration du Crew Return Vehicle. |
| X-39                    | Inconnu USAF                              |                                           | Inconnu                                                  | Projet. Note: Identification jamais officiellement assignée. |
| X-40                    | Boeing USAF, NASA                         |                                           | 11 août 1998                                             | Prototype du X-37. |
| X-41                    | Inconnu USAF                              |                                           | Inconnu                                                  | Véhicule de manœuvre de rentrée. |
| X-42                    | Inconnu USAF                              |                                           | Inconnu                                                  | Fusée propulsée au propergol. |
| X-43 Hyper-X            | Microcraft NASA                           |                                           | 2 juin 2001                                              | Banc de test de superstatoréacteur hypersonique. |
| X-44 MANTA              | Lockheed Martin USAF, NASA                |                                           | Annulé                                                   | Banc de test d'une version du F-22. |
| X-45                    | Boeing DARPA, USAF                        |                                           | 22 mai 2002                                              | Démonstration de drone de combat. |
| X-46                    | Boeing DARPA, USN                         |                                           | Annulé                                                   | Démonstration de drone de combat naval. |
| X-47A Pegasus X-47B     | Northrop Grumman DARPA, USN               |                                           | 23 février 2003                                          | Démonstration de drone de combat naval. |
| X-48                    | Boeing NASA                               |                                           | 20 juillet 2007                                          | Banc de test de fuselage intégré. |
| X-49 Speedhawk          | Piasecki Aircraft US Army                 |                                           | 29 juillet 2007                                          | Girodyne. Banc de test. |
| X-50 Dragonfly          | Boeing DARPA                              |                                           | 24 novembre 2003                                         | Banc de test. |
| X-51 Waverider          | Boeing USAF                               |                                           | 26 mai 2010                                              | Banc de test de superstatoréacteur hypersonique. |
| X-52                    | Passé pour éviter la confusion avec B-52. | Passé pour éviter la confusion avec B-52. | Passé pour éviter la confusion avec B-52.                | Passé pour éviter la confusion avec B-52. |
| X-53                    | Boeing Phantom Works NASA, USAF           |                                           | Novembre 2002                                            | Banc de test. |
| X-54                    | Gulfstream Aerospace NASA                 |                                           | À venir                                                  | Banc de test de transport supersonique. |
| X-55                    | Lockheed Martin Skunk Works USAF          |                                           | 2 juin 2009                                              | Banc de test d'une composite de fuselage et empennage. |

### Avions de chasse
| Série       | Nom             | Fabricant                          | Image | Notes |
| ----------- | --------------- | ---------------------------------- | ----- | --- |
| F-1         | Fury            | North American                     |       | (anciennement identifié FJ-2, FJ-3 & FJ-4)                                                                          |
| F-2         | Banshee         | McDonnell                          |       | (anciennement identifié F2H)                                                                                        |
| F-3         | Demon           | McDonnell                          |       | (anciennement identifié F3H)                                                                                        |
| F-4         | Phantom II      | McDonnell Douglas                  |       | (anciennement identifié F4H and F-110)                                                                              |
| F-5         | Freedom Fighter | Northrop                           |       | |
| F-6         | Skyray          | Douglas                            |       | (anciennement identifié F4D)                                                                                        |
| F-7         | Sea Dart        | Convair                            |       | (anciennement identifié F2Y)                                                                                        |
| F-8         | Crusader        | Vought                             |       | (anciennement identifié F8U)                                                                                        |
| F-9         | Cougar          | Grumman                            |       | (anciennement identifié F9F-6)                                                                                      |
| F-10        | Skyknight       | Douglas                            |       | (anciennement identifié F3D)                                                                                        |
| F-11        | Tiger           | Grumman                            |       | (anciennement identifié F11F)                                                                                       |
| F-12        |                 | Lockheed                           |       | Projet d'avion d'interception biplace basé sur l'avion de reconnaissance A-12                                       |
| F-14        | Tomcat          | Grumman                            |       | |
| F-15        | Eagle           | McDonnell Douglas                  |       | |
| F-16        | Fighting Falcon | General Dynamics / Lockheed Martin |       | Concurrent gagnant au concours LWF                                                                                  |
| F-17        | Cobra           | Northrop                           |       | Concurrent perdant au concours LWF, développé dans le F/A-18 Hornet                                                 |
| F-18A/B/C/D | Hornet          | McDonnell Douglas                  |       | Développé à partir du YF-17 en tant qu'avion de chasse                                                              |
| F/A-18E/F   | Super Hornet    | Boeing                             |       | F/A-18 version agrandie                                                                                             |
| F-20        | Tigershark      | Northrop                           |       | Le développement ultime du Tiger alimenté par une seule turbosoufflante postcombustion F404, mais pas de production |
| F-21        | Kfir C-2        | Israel Aircraft Industries         |       | Avion pour l'US Navy pour l'entraînement au combat dissemblable et l'entraînement face à l'agresseur                |
| F-22        | Raptor          | Lockheed Martin                    |       | [ 1 ] |
| F-23        | Black Widow II  | Northrop / McDonnell Douglas       |       | Perdant dans la compétition face au F-22                                                                            |
| F-35        | Lightning II    | Lockheed Martin                    |       | Autre version du X-35, gagnant de la compétition JSF                                                                |
| YF-110      | MiG-21s         | Mikoyan-Gurevich                   |       | Identification utilisée pour le MiG-21s et le tout nouveau J-7s                                                     |
| YF-112      | Su-22           | Soukhoï                            |       | Obtenu de l'Égypte, prétendument utilisé pour les MIGs                                                              |
| YF-113      | MiG-23s         | Mikoyan-Gourevitch                 |       | Identification utilisée pour les MiG-17s and,                                                                       |
| YF-114      | MiG-17          | Mikoyan-Gourevitch                 |       | Identification utilisée pour les MiG-17s                                                                            |
| F-117       | Nighthawk       | Lockheed                           |       | La version de production de l'avion expérimental furtif HAVE BLUE                                                   |
| F-117D      | Tacit Blue      | Northrop                           |       | Un avion expérimental furtif                                                                                        |

- - F-13 – passé
  - F-19 – officiellement passé ; supposé encore classifié
  - YF-24 – (fictionnel ?) Projet classifié[69],[71]
  - YF-113G – possible projet[69]
  - YF-121 rumeur sur un projet[69]
  - YF-116 – rumeur sur l'identification du MiG-25
  - YF-118 – rumeur sur l'identification du MiG-29

### Planeurs
| Série | Nom                                                | Fabricant       | Image | Notes |
| ----- | -------------------------------------------------- | --------------- | ----- | ----- |
| TG-1  |                                                    | Schweizer       |       |       |
| TG-2  |                                                    | Schweizer       |       |       |
| TG-3  |                                                    | Schweizer       |       |       |
| TG-4  |                                                    | Schweizer       |       |       |
| TG-5  |                                                    | Schweizer       |       |       |
| TG-6  |                                                    | Schweizer       |       |       |
| TG-7  |                                                    | Schweizer       |       |       |
| TG-8  |                                                    | Schweizer       |       |       |
| TG-9  |                                                    | Schleicher      |       |       |
| TG-10 |                                                    | Let,            |       |       |
| TG-11 |                                                    | Stemme          |       |       |
| TG-12 |                                                    | Caproni Vizzola |       |       |
| TG-13 |                                                    |                 |       | Passé |
| TG-14 |                                                    | Aeromot         |       |       |
| TG-15 | Schempp-Hirth Duo Discus et Schempp-Hirth Discus 2 | Schempp-Hirth   |       |       |
| TG-16 |                                                    | DG Flugzeugbau  |       |       |

### Hélicoptères
Contrairement à la plupart des autres catégories d'aéronefs, l'introduction du système d'identification en 1962 n'aboutit pas à un changement de nomenclature pour les gros hélicoptères. Alors que six types reçoivent de nouvelles identifications dans la série unifiée, la série originelle « H » commencée en 1948 est également poursuivie, et aucun autre type de giravion est identifié dans le système post-1962.
| Série         | Nom                             | Fabricant                                               | Image | Premier vol     | Notes                                                           |
| ------------- | ------------------------------- | ------------------------------------------------------- | ----- | --------------- | --------------------------------------------------------------- |
| H-1 Iroquois  | Iroquois Huey                   | Bell Helicopter                                         |       | 22 octobre 1956 | Anciennement H-40 Anciennement HU-1 UH-1N Twin Huey UH-1Y Venom |
| H-1 Cobra     | Cobra SeaCobra SuperCobra Viper | Bell Helicopter                                         |       |                 | Anciennement AH-1 Cobra AH-1 SuperCobra AH-1Z Viper             |
| H-2 Seasprite | Seasprite                       | Kaman Aircraft                                          |       | 2 juillet 1959  | Anciennement HU2K SH-2G Super Seasprite                         |
| H-3 Sea King  | Sea King "Jolly Green Giant"    | Sikorsky Aircraft                                       |       | 11 mars 1959    | Anciennement HSS-2 CH-/HH-3 Sea King                            |
| H-4           |                                 | Bell Helicopter                                         |       | 8 décembre 1962 | Anciennement HO-4                                               |
| H-5           |                                 | Fairchild Hiller                                        |       | 21 janvier 1963 | Anciennement HO-5                                               |
| H-6 Cayuse    | Cayuse Little Bird              | Hughes Helicopters McDonnell Douglas Boeing Helicopters |       | 27 février 1963 | Anciennement HO-6 MH-6 Little Bird AH-6                         |

### Avions d'observation
| Série | Nom          | Fabricant                 | Image | Premier vol          | Notes             |
| ----- | ------------ | ------------------------- | ----- | -------------------- | ----------------- |
| O-1   | Bird Dog     | Cessna Aircraft           |       | 14 décembre 1949     | Anciennement L-19 |
| O-2   | Skymaster    | Cessna Aircraft           |       | Janvier 1967         |                   |
| O-3   | "Quiet Star" | Lockheed Missiles & Space |       | 1969                 |                   |
| O-4   |              | Wren Aircraft             |       | 1963 (Wren 460)      | Pas de procédure  |
| O-5   | ARL          | de Havilland Canada       |       | 27 mars 1975 (DHC-7) | Anciennement RC-7 |

### Avions de patrouille
| Série | Nom                                                                             | Fabricant                                                                       | Image                                                                           | Premier vol                                                                     | Notes                                   |
| ----- | ------------------------------------------------------------------------------- | ------------------------------------------------------------------------------- | ------------------------------------------------------------------------------- | ------------------------------------------------------------------------------- | --------------------------------------- |
| P-1   | Passé                                                                           | Passé                                                                           | Passé                                                                           | Passé                                                                           |                                         |
| P-2   | Neptune                                                                         | Lockheed Corporation                                                            |                                                                                 | 17 mai 1945                                                                     | Anciennement P2V                        |
| P-3   | Orion ARIES                                                                     | Lockheed Corporation                                                            |                                                                                 | 25 novembre 1959                                                                | Anciennement P3V WP-3D Orion EP-3 Aries |
| P-4   | Privateer                                                                       | Consolidated Aircraft                                                           |                                                                                 | 1943                                                                            | Anciennement PB4Y-2K / P4Y-2K           |
| P-5   | Marlin                                                                          | Glenn L. Martin Company                                                         |                                                                                 | 30 mai 1948                                                                     | Anciennement P5M                        |
| P-6   | Passé – probablement en raison de Martin P6M, annulé quelques années auparavant | Passé – probablement en raison de Martin P6M, annulé quelques années auparavant | Passé – probablement en raison de Martin P6M, annulé quelques années auparavant | Passé – probablement en raison de Martin P6M, annulé quelques années auparavant |                                         |
| P-7   |                                                                                 | Lockheed Corporation                                                            |                                                                                 | –                                                                               | Aéronefs longue portée Jamais construit |
| P-8   | Poseidon                                                                        | Boeing                                                                          |                                                                                 | 25 avril 2009                                                                   | [ 1 ]                                   |

### Avions de reconnaissance
| Série | Nom         | Fabricant            | Image | Premier vol | Notes                                                      |
| ----- | ----------- | -------------------- | ----- | ----------- | ---------------------------------------------------------- |
| R-1   | Dragon Lady | Lockheed Corporation |       | août 1981   |                                                            |
| R-2   | Passé       | Passé                | Passé | Passé       |                                                            |
| R-3   |             |                      |       |             | Projet Spéculé : TR-3 Black Manta Spéculé : SR-3 Blackstar |

### Avions spatiaux
La seule identification de la série « Spaceplane », le MS-1A utilise spécialement la même lettre que les avions de la catégorie de la guerre anti-sous-marine,.

### Ravitailleurs
Aucun avion spécialisé est acquis pour pouvoir être identifié[pas clair] ; pour les avions modifiés et utilisés en tant que citernes, voir la section dédiée[Laquelle ?].

### Avions d'entraînement (1962, 1990–)
Malgré l'adoption du système d'identification unifié en 1962, seuls deux avions sont identifiés dans la nouvelle série, les deux anciens de la Navy. L'ancienne série continue à être utilisée jusqu'en 1990, date à laquelle une nouvelle série débute avec T-1, avec la précédente T-2 encore en cours d'utilisation.
Cependant, l'ancienne série voit encore de nouvelles identifications, disponibles dans la série « T ».
| Série         | Nom           | Fabricant                  | Image         | Premier vol      | Notes                             |
| 1962 Sequence | 1962 Sequence | 1962 Sequence              | 1962 Sequence | 1962 Sequence    | 1962 Sequence                     |
| ------------- | ------------- | -------------------------- | ------------- | ---------------- | --------------------------------- |
| T-1           | SeaStar       | Lockheed Corporation       |               | 15 décembre 1953 | Anciennement T2V                  |
| T-2           | Buckeye       | North American Aviation    |               | 31 janvier 1958  | Anciennement T2J                  |
| 1990 Sequence |               |                            |               |                  |                                   |
| T-1           | Jayhawk       | Raytheon Hawker Beechcraft |               |                  |                                   |
| T-2           | Passé         | Passé                      | Passé         | Passé            | T-2 Buckeye was still in service. |
| T-3           | Firefly       | Slingsby Aviation          |               | 1991             |                                   |
| T-4           | Passé         | Passé                      | Passé         | Passé            |                                   |
| T-5           | Passé         | Passé                      | Passé         | Passé            |                                   |
| T-6           | Texan II      | Hawker Beechcraft          |               | Juillet 1998     | Named in honor of AT-6 Texan      |

### Avions de service public (1955–)
| Série | Nom            | Fabricant                | Image | Notes |
| ----- | -------------- | ------------------------ | ----- | ----- |
| U-1   | Otter          | de Havilland Canada      |       |       |
| U-2   | Dragon Lady    | Lockheed Corporation     |       |       |
| U-3   | Blue Canoe     | Cessna                   |       |       |
| U-4   | Aero Commander | Aero Design              |       |       |
| U-5   | Twin Courier   | Helio                    |       |       |
| U-6   | Beaver         | de Havilland Canada      |       |       |
| U-7   | Super Cub      | Piper                    |       |       |
| U-8   | Seminole       | Beechcraft               |       |       |
| U-9   | Aero Commander | Aero Design              |       |       |
| U-10  | Super Courier  | Helio                    |       |       |
| U-11  | Aztec          | Piper                    |       |       |
| U-12  |                |                          |       | Passé |
| U-13  |                |                          |       | Passé |
| U-14  |                |                          |       | Passé |
| U-15  |                |                          |       | Passé |
| U-16  | Albatross      | Grumman                  |       |       |
| U-17  | Skywagon       | Cessna                   |       |       |
| U-18  | Navion         | North American/Ryan      |       |       |
| U-19  | Sentinel       | Stinson                  |       |       |
| U-20  |                | Cessna                   |       |       |
| U-21  | Ute            | Beechcraft               |       |       |
| U-22  |                | Beechcraft               |       |       |
| U-23  | Peacemaker     | Fairchild Hiller/Pilatus |       |       |
| U-24  | Courier        | Helio                    |       |       |
| U-25  | Guardian       | Dassault-Breguet         |       |       |
| U-26  | Super Skywagon | Cessna                   |       |       |
| U-27  | Caravan        | Cessna                   |       |       |
| U-28  |                | Pilatus                  |       |       |
| U-38  | Twin Condor    | Schweizer                |       |       |

### Avions à atterrissage vertical ou à ras-du-sol
| Série | Nom              | Fabricant                           | Image       | Premier vol               | Notes |
| ----- | ---------------- | ----------------------------------- | ----------- | ------------------------- | --- |
| V-1   | Mohawk           | Grumman Aircraft                    |             | 14 avril 1959             | Anciennement AO-1 |
| V-2   | Caribou          | de Havilland Canada                 |             | 30 juillet 1958           | Anciennement AC-1 Réidentifié C-7 |
| V-3   |                  | Bell Helicopter                     |             | 11 août 1955              | Anciennement H-33 Anciennement V-3 parmi les convertibles                                                                                |
| V-4   | Hummingbird      | Lockheed Corporation                |             | 7 juillet 1962            | Anciennement VZ-10 |
| V-5   | Vertifan         | Ryan Aeronautical                   |             | 25 mai 1964               | Anciennement VZ-11 |
| V-6   | Kestrel          | Hawker Siddeley                     |             | 7 mars 1964               | VZ-12 est utilisé comme modèle pour le développement du P.1127 mais n'a jamais abouti. XV-6A est utilisé pour l'évaluation aéronautique. |
| V-7   | Buffalo          | de Havilland Canada                 |             | 22 septembre 1961         | Anciennement AC-2 Réidentifié C-8 |
| V-8   | "Fleep"          | Ryan Aeronautical                   |             | 1961                      | Identification réutilisée plus tard |
| V-8   | Harrier          | Hawker Siddeley                     |             | 28 décembre 1967          | AV-8B Harrier II McDonnell Douglas/British Aerospace                                                                                     |
| V-9   |                  | Hughes Helicopters                  |             | 5 novembre 1964           | |
| V-10  | Bronco           | Rockwell International Boeing       |             | 16 juillet 1965           | |
| V-11  | Marvel           | Parsons Corporation                 |             | 1er décembre 1965         | |
| V-12  |                  | Parsons Corporation                 |             | 1961 (Turbo-Porter)       | Annulé mais identification réutilisé |
| V-12  |                  | Rockwell International              |             | 1978 (voltiges)           | |
| V-13  | non utilisé      | non utilisé                         | non utilisé | non utilisé               | |
| V-14  | non utilisé      | non utilisé                         | non utilisé | non utilisé               | Passé pour éviter la confusion avec X-14.                                                                                                |
| V-15  |                  | Bell Helicopter                     |             | 3 mai 1977                | |
| V-16  | Advanced Harrier | McDonnell Douglas British Aerospace |             | –                         | Jamais construit ; développé dans AV-8B                                                                                                  |
| V-17  | non utilisé      | non utilisé                         | non utilisé | non utilisé               | Désigné comme un projet de l'US Army mais non utilisé.                                                                                   |
| V-18  | Twin Otter       | de Havilland Canada                 |             | 20 mai 1965 (DHC-6)       | |
| V-19  | non utilisé      | non utilisé                         | non utilisé | non utilisé               | Désigné comme un projet de l'US Navy finalement annulé.                                                                                  |
| V-20  | Chiricahua       | de Havilland Canada                 |             | 1979                      | |
| V-21  | PACES            | Airship Industries                  |             | 1983                      | Identification non confirmée. |
| V-22  | Osprey           | Bell Helicopter Boeing Helicopters  |             | 19 mars 1989              | |
| V-23  | Scout            | Dominion Aircraft                   |             | 21 avril 1975 (Skytrader) | |

## Aéronefs étrangers non-identifiés et exploités par les États-Unis
- Airspeed Horsa – Airspeed Ltd
- Airspeed Oxford – Airspeed[75]
- Bristol Beaufighter – Bristol Aeroplane Company
- Boulton Paul Defiant – Boulton Paul Aircraft
- CAC Wirraway – Commonwealth Aircraft Corporation
- de Havilland Dominie – de Havilland[75]
- de Havilland Moth Minor – de Havilland.
- de Havilland Tiger Moth – de Havilland[75]
- Diamond DA20 – Diamond Aircraft
- Hawker Hurricane – Hawker Aircraft[75]
- Heinkel HD 22 – Heinkel Flugzeugwerke
- M28 Skytruck – PZL
- Mil Mi-17 – Mil
- Miles Master – Miles Aircraft Ltd[75]
- Morane-Saulnier MS.234[76]
- Percival Proctor[75]
- Supermarine Spitfire[75]
- Westland Lysander